# 리비아
리비아, 공식적으로 리비아국은 북아프리카의 마그레브 지역에 있는 국가이다. 북쪽으로는 지중해, 동쪽으로는 이집트, 남동쪽으로는 수단, 남쪽으로는 차드, 남서쪽으로는 니제르, 서쪽으로는 알제리, 북서쪽으로는 튀니지와 국경을 접하고 있다.
면적은 약 1,759,541 제곱킬로미터로 아프리카와 아랍 세계에서 4번째로 큰 국가이며, 세계에서 16번째로 큰 국가이다. 리비아의 도시 가트 남쪽에 있는 알제리 남동부의 32,000제곱킬로미터에 대한 영유권을 주장한다. 가장 큰 도시이자 수도는 트리폴리로, 리비아 북서부에 위치하며 리비아 인구 700만 명 중 100만 명 이상이 거주한다.
리비아에는 청동기 시대 후기부터 이베로마우루스 문화와 카프사 문화의 후손인 베르베르인들이 거주해 왔다. 고전 고대에는 페니키아인들이 서부 리비아에 도시 국가와 교역소를 세웠고, 동부에는 여러 그리스 도시가 세워졌다. 리비아의 일부 지역은 카르타고인, 누미디아인, 페르시아인, 그리스인 등 다양한 지배를 받다가 결국 전체 지역이 로마 제국의 일부가 되었다. 리비아는 초기 기독교의 중심지였다. 서로마 제국 멸망 후, 리비아 지역은 주로 반달족의 지배를 받다가 7세기 마그레브의 이슬람 정복으로 이슬람교가 전파되었다. 그 후 수 세기 동안 마그레브로의 아랍 이주로 인해 리비아의 인구 구성은 아랍인에게 유리하게 바뀌었다. 16세기에는 스페인 제국과 구호기사단이 트리폴리를 점령하다가 오스만의 지배가 1551년부터 시작되었다. 리비아는 18세기와 19세기 바르바리 전쟁에 참전했다. 오스만 지배는 이탈리아-튀르크 전쟁까지 이어졌으며, 이 전쟁으로 이탈리아가 리비아를 점령하고 이탈리아령 트리폴리타니아와 이탈리아령 키레나이카라는 두 개의 식민지를 세웠고, 이들은 1934년부터 1943년까지 이탈리아령 리비아 식민지로 통합되었다.
제2차 세계 대전 중 리비아는 북아프리카 전역이었다. 전후 이탈리아 인구는 감소했고, 리비아는 1951년 리비아 왕국으로 독립했다. 무아마르 알 카다피 대령이 이끄는 연합군이 1969년 무혈 군사 쿠데타를 일으켜 이드리스 1세 국왕을 전복하고 공화국을 세웠다. 카다피는 독재자로 인식, 세계에서 가장 오래 재임한 비왕실 지도자 중 한 명이었다. 그는 42년 동안 통치하다가 더 넓은 아랍의 봄의 일부였던 2011년 내전에서 전복되고 살해되었으며, 권한은 리비아 과도국가평의회에서 선출된 국민의회로 이전되었다. 2011년 이후 리비아는 정치적 및 인도주의적 위기에 휘말렸고, 2014년에는 두 개의 경쟁 정부가 리비아를 통치한다고 주장하여 두 번째 내전으로 이어졌으며, 리비아의 일부 지역은 투브루크와 트리폴리 기반 정부뿐만 아니라 다양한 부족 및 이슬람주의 민병대 사이에 분할되었다. 두 주요 교전 세력은 2020년 영구 정전을 체결했으며, 국민통일정부가 민주 선거를 계획하기 위한 권한을 맡았지만, 정치적 경쟁으로 인해 이는 계속 지연되고 있다.
2022년 3월, 리비아 대의원은 국민통일정부를 인정하지 않고 대체 정부인 국가 안정 정부를 선포했다. 이후 두 정부는 동시에 기능하며 리비아에 이중 권력을 형성했다. 국제사회는 국민통일정부를 여전히 합법적인 정부로 인정하고 있다. 리비아는 개발도상국으로, HDI 순위는 92위로 아프리카 본토에서 가장 높은 점수를 기록하고 있으며, 세계에서 10번째로 큰 석유 매장량을 보유하고 있다. 리비아는 아프리카에서 1인당 온실가스 배출량이 가장 높지만, 기후 약속 이행에는 거의 진전이 없다. 리비아는 유엔, 비동맹 운동, 아프리카 연합, 아랍 연맹, 이슬람 협력 기구, OPEC의 회원국이다. 국가의 공식 종교는 이슬람이며, 리비아 인구의 96.6%가 수니파 무슬림이다. 리비아의 공용어는 아랍어이며, 리비아 아랍어 방언이 가장 널리 사용된다. 리비아 인구의 대다수는 아랍인이다.

## 어원

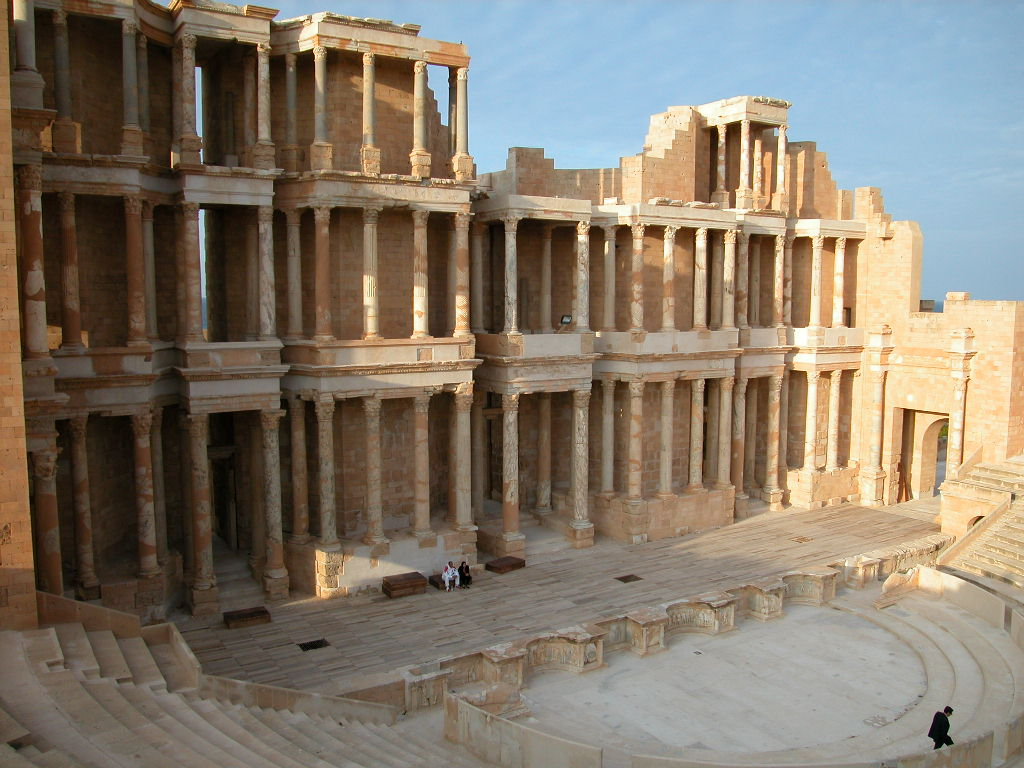
리비아 사브라타의 고고학 유적지

"리비아"라는 이름의 기원은 람세스 2세의 비문에서 처음 발견되었는데, 상형문자로 rbw로 표기되었다. 이 이름은 기름진 키레나이카와 마르마리카 지역에 살았던 고대 동부 "리비아"의 베르베르인, 북아프리카 민족 및 부족의 광범위한 정체성에서 유래했다. 리부의 위대한 부족장으로 알려진 메리이 왕이 이끄는 부족 연합의 군대 4만명이  메르넵타 파라오와 기원전 1208년 전쟁을 벌인 기록이 님아있다. 이 분쟁은 메르넵트 5년~6년에 벌어져 서부 델타의 카르나크 비문에 언급되었고, 메리이의 패배로 이어졌다. 카르나크 비문에 따르면, 군사 동맹은 메시위시, 루카, 그리고 에크웨시, 테레시, 셰켈레시, 셰르덴으로 알려진 "바다 민족"으로 구성되었다.
카르나크 대 비문에는 다음과 같이 기록되어 있다.
"...세 번째 계절, 말하기를: '비참하게 몰락한 리비아의 족장, 데드의 아들 메리이가 궁수들과 함께 테헤누 나라를 침략했다 — 셰르덴, 셰켈레시, 에크웨시, 루카, 테레시. 그의 나라의 모든 용사와 모든 전사의 정예를 데리고. 그는 아내와 자식들, 야영지의 지도자들을 데려왔고, 페리레 평야의 서쪽 경계에 도달했다."

"리비아"라는 이름은 1903년 이탈리아 지리학자 페데리코 미누틸리에 의해 다시 사용되기 시작했다. 이는 오늘날 리비아의 해안 지역인 오스만령 트리폴리타니아에 적용되던 용어를 대체하기 위한 것으로, 1551년부터 1911년까지 오스만 제국의 트리폴리타니아 주로 통치되었다.
리비아는 1951년 연합 리비아 왕국(المملكة الليبية المتحدة )으로 독립했으며, 1963년에는 리비아 왕국(المملكة الليبية )으로 이름을 변경했다. 1969년 무아마르 카다피가 이끄는 쿠데타 이후, 국가의 이름은 리비아 아랍 공화국(الجمهورية العربية الليبية)으로 변경되었다. 공식 명칭은 1977년부터 1986년까지 "사회주의 인민 리비아 아랍 자마히리야"(الجماهيرية العربية الليبية الشعبية الاشتراكية)였으며, 1986년부터 2011년까지는 "위대한 사회주의 인민 리비아 아랍 자마히리야"(الجماهيرية العربية الليبية الشعبية الاشتراكية العظمى)였다.
2011년에 설립된 리비아 과도국가평의회는 국가를 단순히 "리비아"라고 불렀다. 유엔은 2011년 9월 리비아 상주 대표부의 요청에 따라 2011년 8월 3일의 리비아 임시 헌법 선언을 인용하여 이 나라를 "리비아"로 공식 인정했다. 2011년 11월, ISO 3166-1이 새로운 국가명인 영어 "Libya"와 프랑스어 "Libye (la)"를 반영하도록 변경되었다.
2017년 12월, 리비아 상주 대표부는 유엔에 국가의 공식 명칭이 "리비아국"으로 변경되었음을 통보했다. "리비아"는 공식적인 약칭으로 유지되었고, 국가명은 알파벳 목록에서 "L"로 계속 나열되었다.

## 역사

### 고대 리비아

렙티스 마그나

리비아의 해안 평야는 기원전 8000년경부터 신석기 시대 사람들이 거주했다. 아프리카아시아어족 조상인 베르베르인은 청동기 시대 후기에 이 지역으로 퍼져나갔다고 추정된다. 이러한 부족 중 이름이 알려진  가장 오래된 것은 게르마에 기반을 둔 가라만테스였다. 페니키아인들은 리비아에 무역 거점을 세운 최초의 민족이었다. 기원전 5세기경에는 페니키아 식민지 중 가장 큰 카르타고가 북아프리카 대부분 지역으로 패권을 확장하여 독특한 문명인 포에니 문화가 탄생했다.
기원전 630년, 고대 그리스인들은 동부 리비아의 바르카 주변 지역을 식민화하고 키레네 시를 건설했다. 200년 이내에 키레나이카로 알려지게 된 이 지역에 주요 그리스 도시 4개가 더 건설되었다. 이 지역은 키레네 학파의 본거지가 된다. 기원전 525년 캄비세스 2세의 페르시아인 군대가 키레나이카를 점령했으며, 그 후 2세기 동안 페르시아 또는 이집트의 지배를 받았다. 알렉산드로스 대왕은 기원전 331년에 페르시아의 지배를 종식시키고 키레나이카로부터 조공을 받았다. 동부 리비아는 다시 그리스인들의 통제하에 놓였는데, 이번에는 프톨레마이오스 왕국의 일부였다.

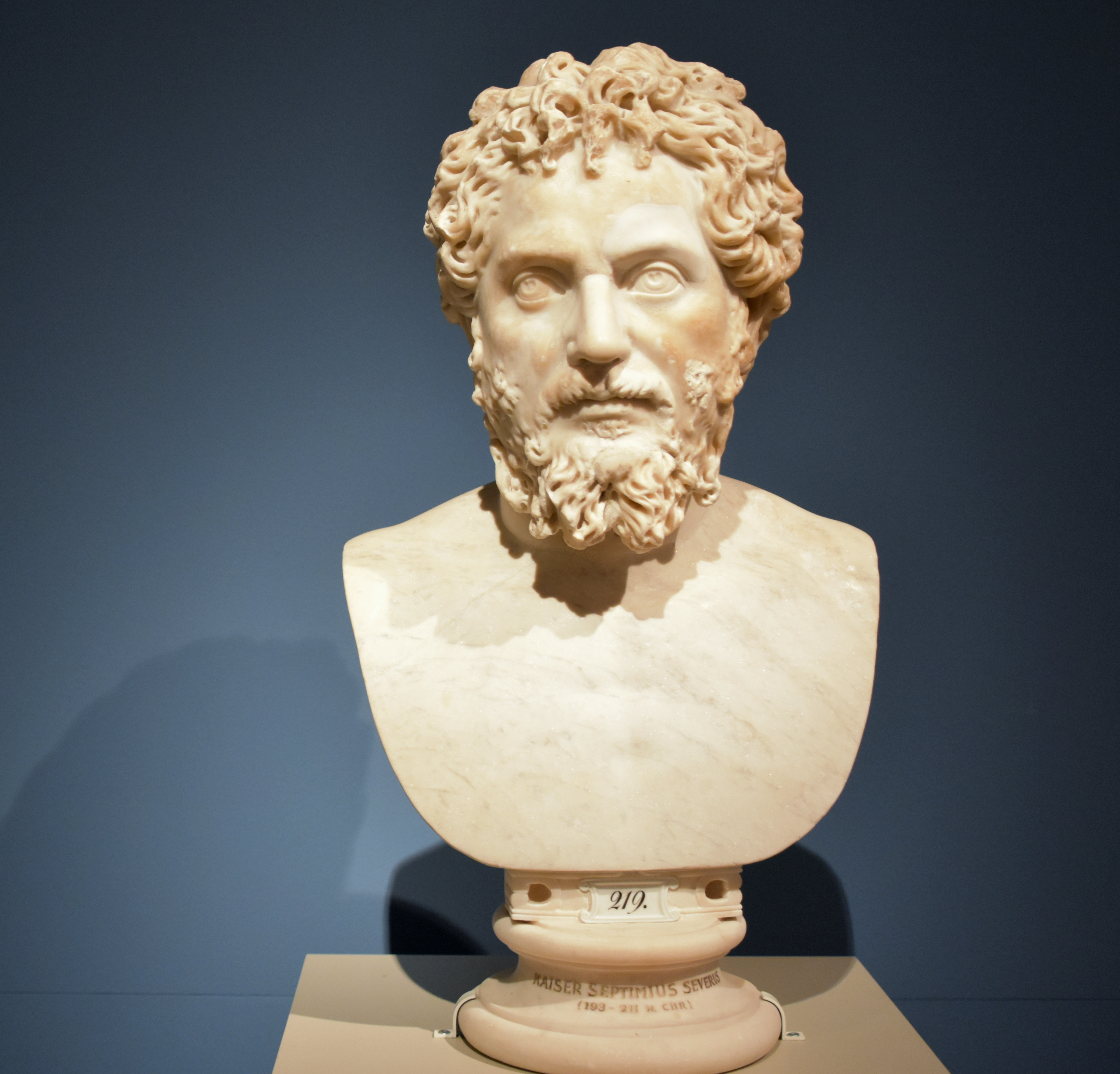
로마령 아프리카 출신의 첫 번째 로마 황제인 셉티미우스 세베루스는 렙티스 마그나에서 태어났다.

카르타고가 멸망한 후 로마인들은 트리폴리타니아(트리폴리 주변 지역)를 즉시 점령하지 않고, 해안 도시들이 보호를 요청하고 얻을 때까지 누미디아 왕들의 통제하에 두었다. 마지막 그리스 통치자인 프톨레마이오스 아피온은 키레나이카를 로마에 유산으로 남겼고, 로마는 기원전 74년에 이 지역을 공식적으로 합병하여 로마 속주인 크레타 에트 키레나이카에 합쳤다. 아프리카 노바 속주의 일부로서 트리폴리타니아는 번영했으며, 세베루스 왕조의 고향인 렙티스 마그나가 전성기를 맞았던 2세기와 3세기에 황금기를 맞이했다.
동쪽에서는 클라우디우스 황제 시대에 키레나이카의 첫 기독교 공동체가 설립되었다. 키토스 전쟁으로 인해 심하게 파괴되어 그리스인과 유대인 모두 거의 사라졌다. 트라야누스에 의해 군사 식민지로 재건되었지만, 그때부터 쇠퇴하기 시작했다. 리비아는 일찍이 니케아 기독교로 개종했으며 교황 빅토르 1세의 고향이었지만, 아리우스주의나 도나투스파와 같은 많은 비니케아 기독교의 본거지이기도 했다.

### 이슬람 리비아 (647–1556)

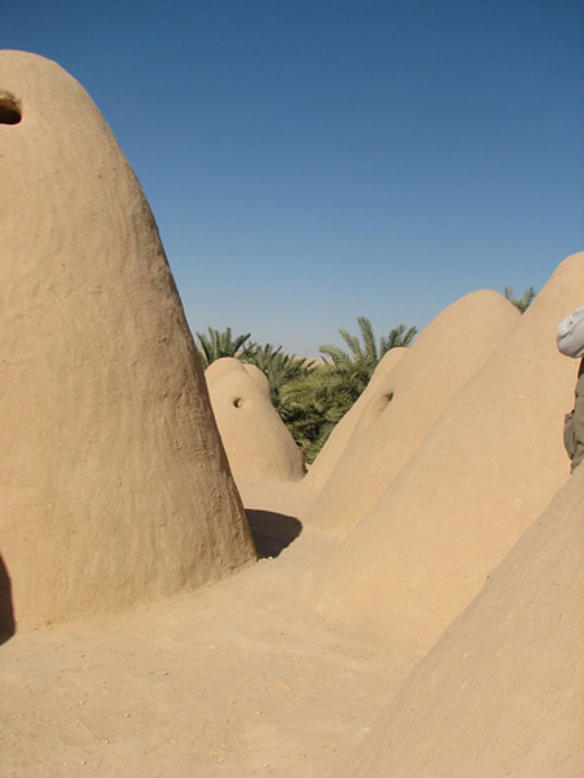
아우질라에 있는 아티크 모스크는 사하라 사막에서 가장 오래된 모스크이다.

아므르 이븐 알 아스의 지휘 아래 라시둔군은 키레나이카를 정복했다. 647년 압둘라 이븐 사드가 이끄는 군대가 동로마 제국으로부터 트리폴리를 영구히 점령했다. 우크바 이븐 나피가 663년에 페잔을 정복했다. 내륙의 베르베르 부족들은 이슬람을 받아들였지만, 아랍의 정치적 지배에는 저항했다.
이후 수십 년 동안 리비아는 우마이야 칼리파의 지배를 받다가 750년 아바스 칼리파국이 우마이야를 전복하면서 바그다드의 지배를 받게 되었다. 800년 하룬 알라시드 칼리프가 이브라힘 이븐 알 아글라브를 이프리키야의 총독으로 임명하면서 리비아는 아글라브 왕조 아래에서 상당한 지방 자치를 누렸다. 10세기에는 시아파 파티마 칼리파국이 서부 리비아를 통제했고, 972년에는 전체 지역을 통치하며 볼로긴 이븐 지리를 총독으로 임명했다.
이븐 지리의 베르베르 지리 토후국은 결국 시아파 파티마 칼리파국에서 독립하여 수니파 아바스 칼리파국을 정당한 칼리프로 인정했다. 이에 대한 보복으로 파티마 칼리파국은 주로 두 아랍 카이시 부족인 바누 술라임과 바누 힐랄을 북아프리카로 이주시켰다. 이 행동은 리비아 시골 지역의 구조를 크게 변화시키고, 이 지역의 문화적, 언어적 아랍화를 공고히 했다.
그러나 트리폴리타니아에서 지리 토후국의 통치는 짧았고, 이미 1001년에는 바누 카즈룬의 베르베르인들이 독립했다. 트리폴리타니아는 1146년 시칠리아 노르만족에게 점령될 때까지 그들의 통제하에 있었다. 다음 50년 동안 트리폴리타니아는 아이유브 술탄국, 알모하드 칼리파국 통치자들, 그리고 바누 가니야 반군들 사이의 수많은 전투의 현장이었다. 이후 알모하드의 장군 무함마드 이븐 아부 하프스는 1207년부터 1221년까지 리비아를 통치했으며, 이후 알모하드로부터 독립한 튀니지의 하프스 왕조가 설립되었다. 14세기에는 바누 타비트 왕조가 트리폴리타니아를 통치하다가 다시 하프스 왕조의 직접 통제로 돌아갔다. 16세기에는 하프스 왕조가 스페인과 오스만 제국 사이의 권력 투쟁에 점점 더 휘말리게 되었다.
아바스 칼리파국의 통제가 약화된 후, 키레나이카는 툴룬 왕조, 이크시드 왕조, 아이유브 술탄국, 맘루크 술탄국과 같은 이집트 기반 국가들의 지배를 받다가 1517년 오스만 제국에 정복되었다. 페잔은 카넴-보르누 제국의 지배 이후 아울라드 무함마드 왕조 아래에서 독립을 획득했다. 오스만 제국은 1556년에서 1577년 사이에 페잔을 최종적으로 정복했다.

### 오스만령 트리폴리타니아 (1556–1911)

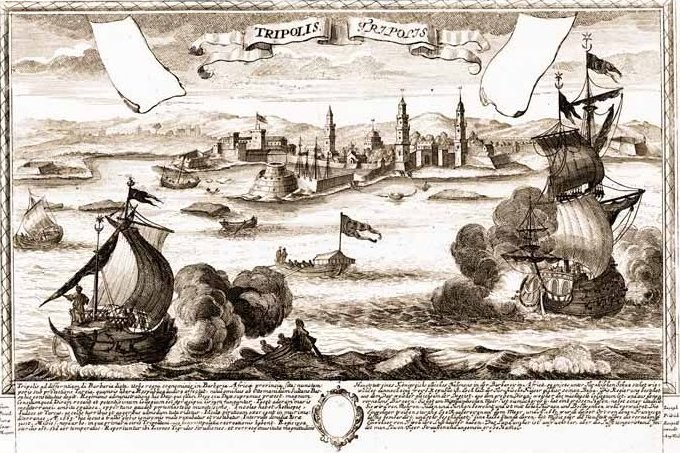
1551년 트리폴리 공방전으로 오스만 해군은 구호기사단으로부터 도시를 점령할 수 있었다.

1510년 합스부르크 스페인의 트리폴리 침공과 구호기사단에 대한 양도 이후, 오스만 제국의 제독 시난 파샤는 1551년 리비아를 점령했다. 그의 후계자 투르구트 레이스는 트리폴리의 베이로 임명되었고, 1556년에는 트리폴리의 파샤가 되었다. 1565년까지 트리폴리의 행정 권한은 콘스탄티노폴리스/이스탄불의 술탄이 직접 임명하는 파샤에게 주어졌다. 1580년대에는 페잔의 통치자들이 술탄에게 충성을 맹세했으며, 키레나이카에서는 오스만 제국의 권위가 없었지만, 다음 세기 후반에는 트리폴리 정부의 대리인 역할을 하기 위해 벵가지에 베이가 주둔했다. 유럽인 노예와 수단에서 수송된 수많은 흑인 노예들도 트리폴리 일상생활의 특징이었다. 1551년, 투르구트 레이스는 몰타의 고조섬 인구 거의 전체인 약 5,000명을 노예로 잡아 리비아로 보냈다.
시간이 지나면서 실제 권력은 파샤의 예니체리 부대에게 넘어갔다. 1611년에 데이들이 파샤에 대한 쿠데타를 일으켰고, 술라이만 사파르 데이가 정부 수반으로 임명되었다. 다음 100년 동안 일련의 데이들이 트리폴리타니아를 효과적으로 통치했다. 가장 중요한 두 데이는 메흐메트 사키즐리 (재위 1631-49)와 오스만 사키즐리 (재위 1649-72)였으며, 둘 다 파샤이기도 했고, 이 지역을 효과적으로 통치했다. 후자는 키레나이카도 정복했다.

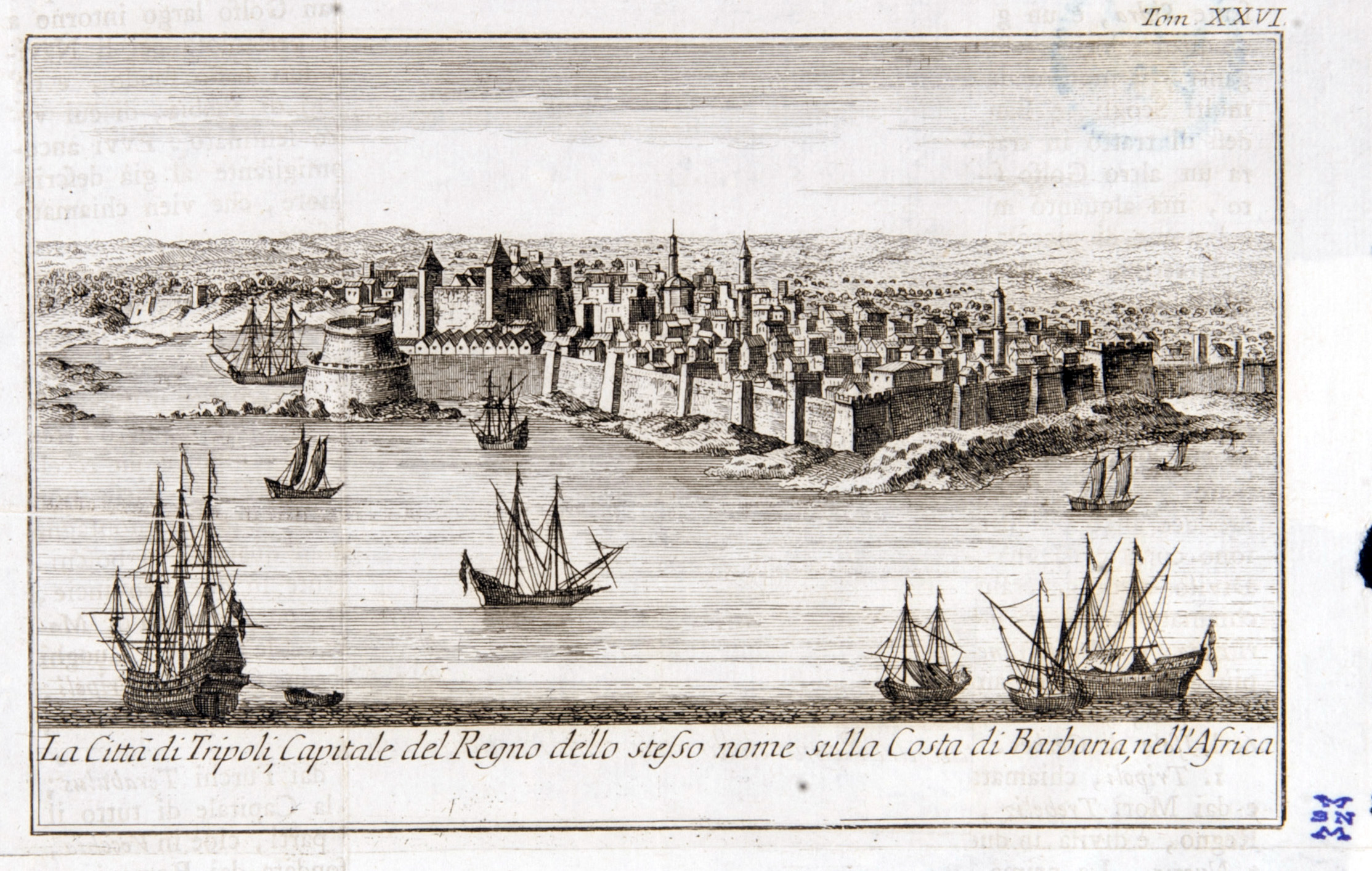
트리폴리 전경, c. 1766년

오스만 정부의 지시가 없자 트리폴리는 군사적 무정부 상태에 빠졌고, 쿠데타가 계속되고 살아남은 데이가 1년 이상 재임하는 경우가 거의 없었다. 그런 쿠데타 중 하나는 터키 장교 아흐메드 카라만리가 이끌었다. 카라만리 왕조는 1711년부터 1835년까지 주로 트리폴리타니아를 통치했으며, 18세기 중반에는 키레나이카와 페잔에도 영향을 미쳤다. 그러나 아흐메드의 후계자들은 그만큼 유능하지 못했고, 이 지역의 미묘한 권력 균형이 카라만리 왕조를 허용했다. 1793~1795년 트리폴리타니아 내전이 이 시기에 발생했다. 1793년, 터키 장교 알리 파샤는 하메트 카라만리를 폐위시키고 트리폴리타니아를 잠시 오스만 제국의 통치로 되돌렸다. 하메트의 형제 유수프 (재위 1795-1832)는 트리폴리타니아의 독립을 재확립했다. 1816년, 유수프는 알-자와지 부족 학살을 명령했다.

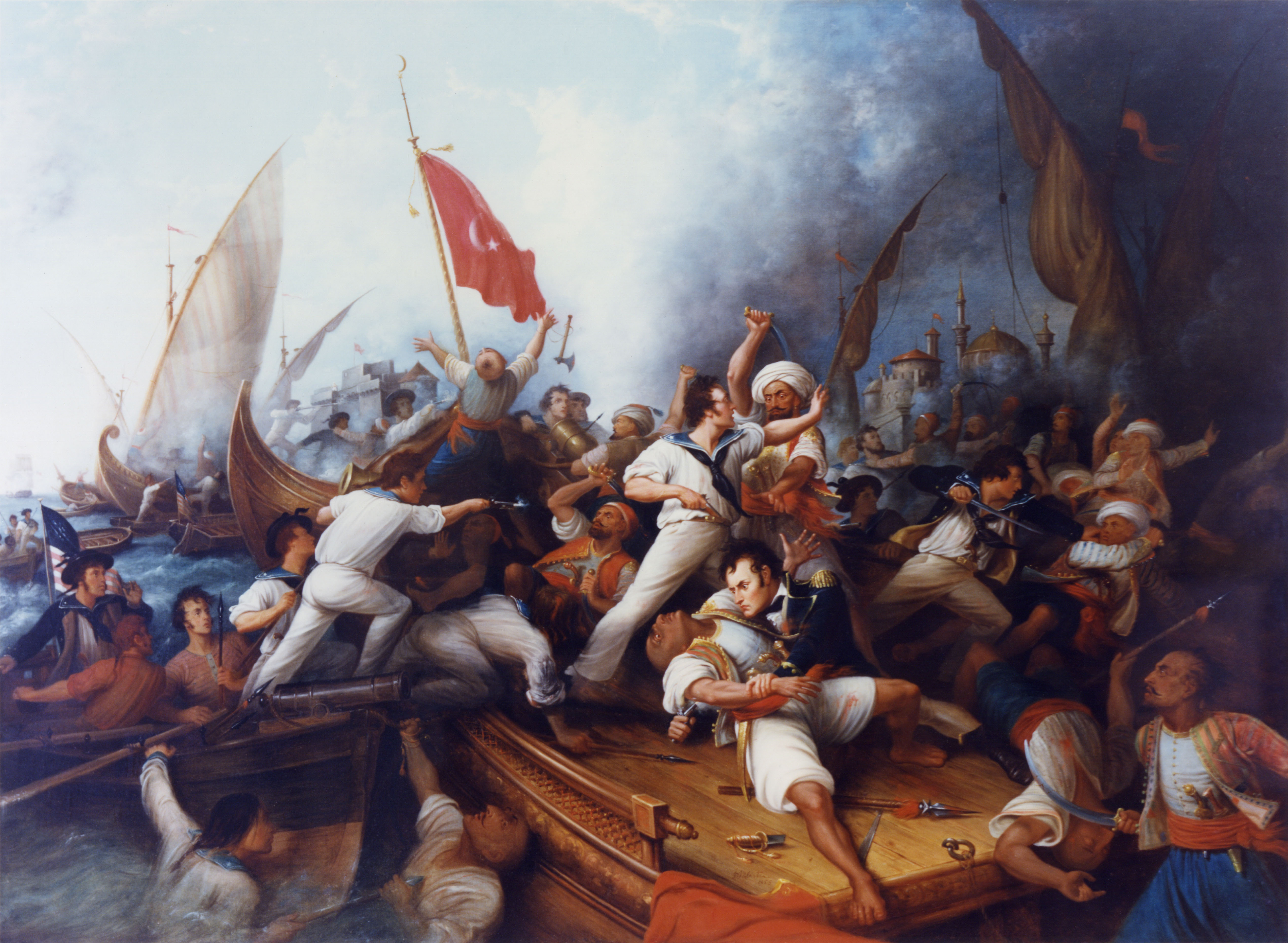
1804년 제1차 바르바리 전쟁 중 트리폴리 군함을 점령하는 스티븐 디케이터 미 해군 장교

19세기 초 미국과 트리폴리타니아 사이에 전쟁이 발발했으며, 이는 제1차 바르바리 전쟁과 제2차 바르바리 전쟁으로 알려진 일련의 전투로 이어졌다. 1819년까지 나폴레옹 전쟁의 여러 조약으로 인해 바르바리 국가들은 해적질을 거의 완전히 포기할 수밖에 없었고, 트리폴리타니아의 경제는 무너지기 시작했다. 유수프가 약해지자 그의 세 아들 주위에 파벌이 생겨났다. 곧 내전이 발생했다.
오스만 제국의 마흐무트 2세 술탄은 표면적으로는 질서를 회복하기 위해 병력을 파견했으며, 이는 카라만리 왕조와 독립 트리폴리타니아의 종말을 알렸다. 질서는 쉽게 회복되지 않았고, 압드-엘-젤릴과 구마 벤 칼리파가 이끄는 리비아의 반란은 후자가 1858년에 사망할 때까지 지속되었다. 오스만 제국의 두 번째 직접 통치 시기에는 행정적 변화가 있었고, 리비아의 세 지방 통치에 더 큰 질서가 잡혔다. 오스만 제국은 1850년에서 1875년 사이에 사하라 상업에서 수입을 얻기 위해 페잔에 대한 통치를 마침내 재확립했다.

### 이탈리아 식민화 및 연합국 점령 (1911–1951)

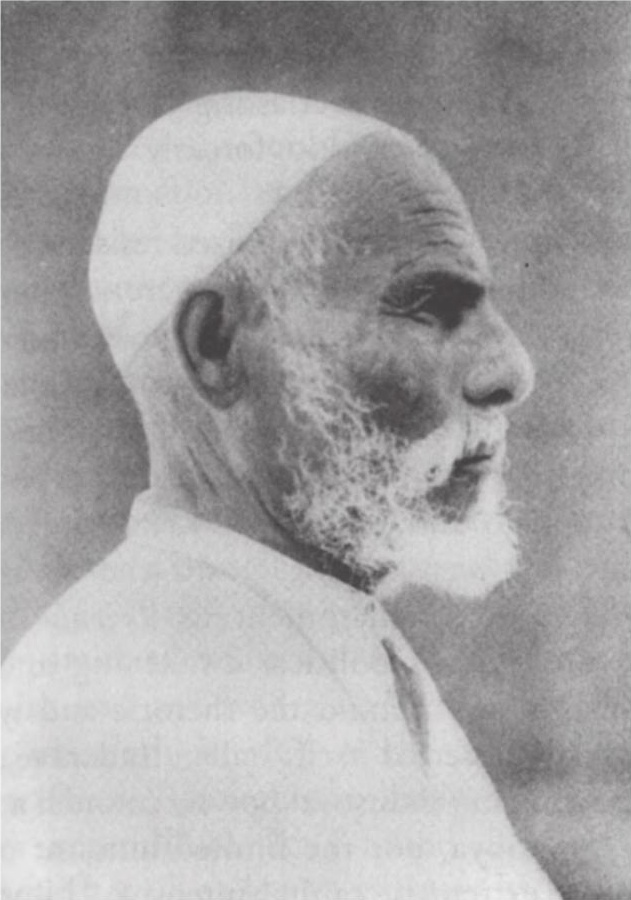
오마르 무크타르는 이탈리아의 리비아 식민화에 대한 키레나이카 저항 운동의 저명한 지도자였다.

이탈리아-튀르크 전쟁 (1911-1912) 이후, 이탈리아는 세 지역을 동시에 식민지로 만들었다. 1912년부터 1927년까지 리비아 영토는 이탈리아령 북아프리카로 알려졌다. 1927년부터 1934년까지 이 영토는 이탈리아령 키레나이카와 이탈리아령 트리폴리타니아 두 개의 식민지로 나뉘어 이탈리아 총독에 의해 통치되었다. 약 15만 명의 이탈리아인들이 리비아에 정착하여 전체 인구의 약 20%를 차지했다.
오마르 무크타르는 이탈리아 식민화에 대한 저항 지도자로 부상하여 1931년 9월 16일 체포되어 처형되었음에도 불구하고 국민적 영웅이 되었다. 그의 얼굴은 현재 그의 애국심을 기억하고 인정하기 위해 리비아 십 디나르 지폐에 인쇄되어 있다. 또 다른 저명한 저항 지도자인 이드리스 알 마흐디 아스 세누시 (이후 이드리스 1세 국왕), 키레나이카의 에미르는 제2차 세계 대전 발발 전까지 리비아 저항 운동을 계속 이끌었다.
이탈리아에 의한 이른바 "리비아의 평정"은 키레나이카 원주민의 대량 죽음을 초래하여 키레나이카 인구 225,000명 중 약 4분의 1을 죽였다. 일란 파페는 1928년부터 1932년 사이에 이탈리아군이 "베두인 인구의 절반을 (직접적으로 또는 이탈리아령 리비아의 강제 수용소에서 질병과 기아를 통해) 살해했다"고 추정한다.

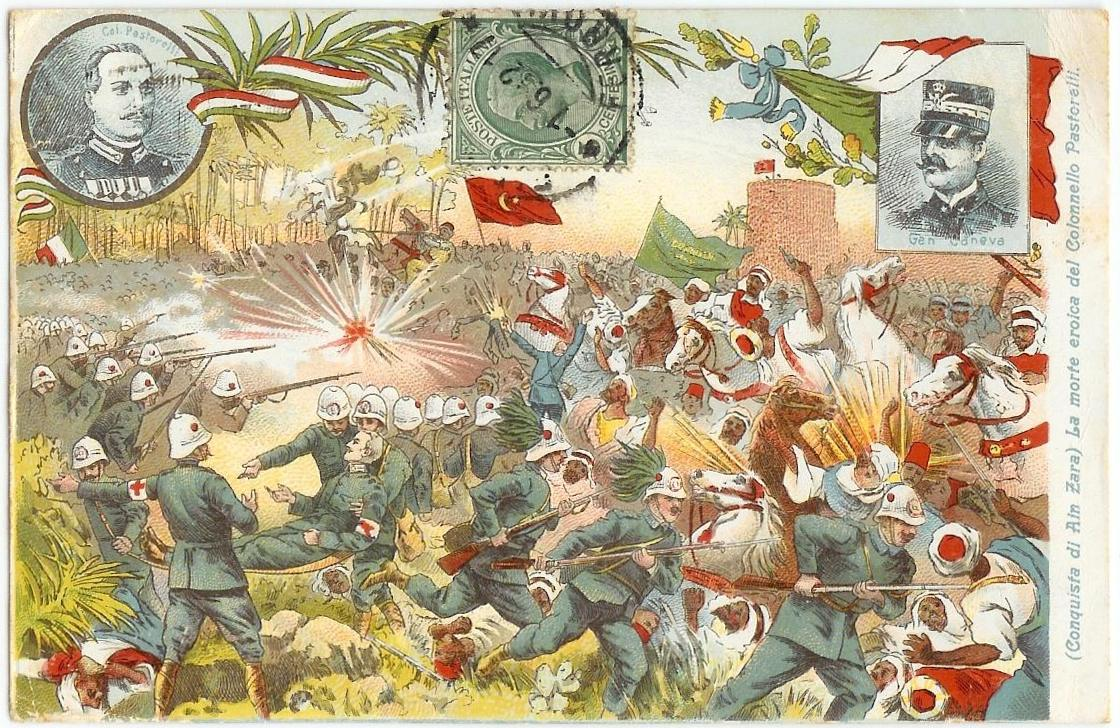
1911년 이탈리아의 리비아 침공을 묘사한 이탈리아 선전 엽서

1934년, 이탈리아는 키레나이카, 트리폴리타니아, 페잔을 통합하고 통합 식민지에 "리비아"라는 이름(고대 그리스인들이 이집트를 제외한 북아프리카 전체에 사용한 이름)을 채택했으며, 수도는 트리폴리였다. 이탈리아인들은 기반 시설 개선과 공공 사업에 중점을 두었다. 특히 1934년부터 1940년까지 리비아의 철도 및 도로망을 크게 확장하여 수백 킬로미터의 새로운 도로와 철도를 건설하고 새로운 산업과 수십 개의 새로운 농업 마을의 설립을 장려했다.
1940년 6월, 이탈리아는 제2차 세계 대전에 참전했다. 리비아는 치열한 북아프리카 전역의 무대가 되었으며, 이 전역은 결국 1943년 이탈리아와 그 독일 동맹군의 패배로 끝났다.
1943년부터 1951년까지 리비아는 연합국 점령 하에 있었다. 영국군은 트리폴리타니아와 키레나이카의 두 전 이탈리아령 리비아 지방을 통치했으며, 프랑스군은 페잔 지방을 통치했다. 1944년, 이드리스는 카이로의 망명지에서 돌아왔지만, 1947년에 외국 통제의 일부 측면이 제거될 때까지 키레나이카에 영구 거주하는 것을 거부했다. 1947년 평화 조약의 조건에 따라 연합국과 이탈리아는 리비아에 대한 모든 주장을 포기했다.

### 독립 왕국 (1951–1969)

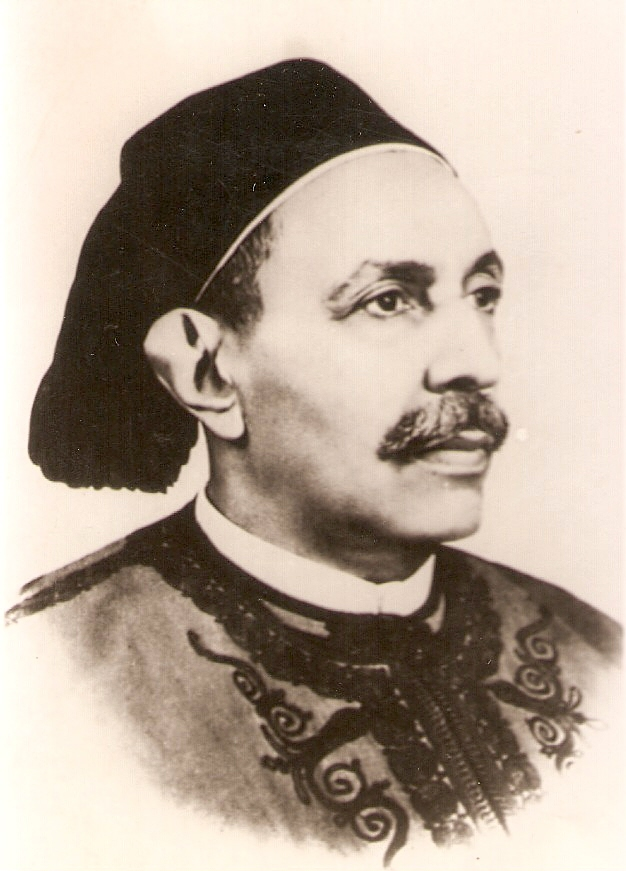
리비아의 이드리스 1세 국왕

국민 의회는 군주제를 수립하는 헌법을 만들고 키레나이카의 에미르였던 사이드 이드리스에게 왕위 제안을 했다. 사이드 이드리스는 전 세기에 그의 할아버지가 아랍 세계의 서구 영향에 대한 대응으로 설립한 영향력 있는 세누시 종교 형제단의 지도자로서 존경받는 위치를 차지했다. 이 독실한 이슬람 운동은 사막 베두인족으로부터 상당한 지지를 얻었고 리비아의 주요 정치 세력이 되었다. 오스만 제국의 쇠퇴기에 이 운동은 리비아 내륙을 효과적으로 통치했다.
1890년 키레나이카의 오아시스에서 태어난 사이드 이드리스는 젊은 나이에 세누시의 지도자 자리에 올랐다. 그는 이탈리아 통치하에서 이집트에서 상당 기간 망명 생활을 했으며, 1943년 추축국이 축출된 후 리비아로 돌아왔다. 1951년 12월 24일, 그는 이드리스 1세 국왕으로서 벵가지에서 라디오를 통해 국민들에게 연설했다. 1949년 11월 21일, 유엔 총회는 리비아가 1952년 1월 1일 이전에 독립해야 한다는 결의안을 통과시켰다. 이드리스는 이후 유엔 협상에서 리비아를 대표했다. 1951년 12월 24일, 리비아는 이드리스 1세 국왕 아래 입헌 세습 군주제인 리비아 연합 왕국으로 독립을 선언했다.
그러나 새로운 왕국은 어려운 전망에 직면했다. 중요한 산업과 농업 자원이 부족했다. 왕국의 주요 수출품은 가죽, 양모, 말, 타조 깃털이었다. 세계에서 가장 낮은 1인당 소득을 기록했음에도 불구하고, 문맹률은 가장 높았다. 60대였던 이드리스 1세 국왕에게는 직접적인 후계자가 없었다. 그가 1932년에 결혼했던 사촌은 여러 차례 유산을 경험했으며, 1953년에 태어난 아들은 안타깝게도 태어난 직후 사망했다. 왕세자 리다는 이드리스의 동생이었지만, 왕실 가족은 끊임없는 분쟁에 시달렸다. 이드리스 국왕의 독실한 이슬람 신앙은 베두인족 인구 사이에서 그의 지지를 강화했지만, 리비아의 현대화와 도시 지식인 흐름과는 충돌했다. 키레나이카와 트리폴리타니아 간의 경쟁을 해결하기 위해 벵가지와 트리폴리는 2년마다 수도를 교대했다.
급증하는 관료들의 등장으로 왕실 정부는 많은 비용을 지출하게 되었다. 1959년 대규모 석유 매장량의 발견과 이후의 석유 판매 수입은 세계에서 가장 가난한 국가 중 하나가 극도로 부유한 국가를 건설할 수 있게 했다. 석유가 리비아 정부의 재정을 크게 개선했음에도 불구하고, 이드리스 국왕과 국가 엘리트층의 손에 국가 부가 집중되는 것에 대한 대중의 불만이 쌓이기 시작했다. 이러한 불만은 북아프리카와 중동 전역에서 나세르주의와 아랍 민족주의가 부상하면서 아랍 세계 전역에서 많은 반왕실 쿠데타를 촉발하면서 계속 증가했다.

### 카다피 통치하 리비아 공화국 (1969–2011)
1969년 9월 1일, 무아마르 카다피가 이끄는 반군 장교 집단이 이드리스 국왕에 대항하는 쿠데타를 일으켰고, 이는 알 파테 혁명으로 알려졌다. 카다피는 정부 성명과 리비아 공식 언론에서 "혁명의 형제 지도자이자 안내자"로 불렸다. 그는 다음 40년 동안 리비아의 역사와 정치를 지배하기 시작했다. 이탈리아의 영향력을 줄이기 위해 1970년 10월, 모든 이탈리아 소유 자산이 수용되었고, 12,000명의 이탈리아인 공동체는 소규모 이탈리아 리비아 유대인 공동체와 함께 리비아에서 추방되었다. 이 날은 "복수의 날"이라는 공휴일이 되었다. 이후 이탈리아-리비아 관계 개선으로 "우정의 날"로 이름이 변경되었다.

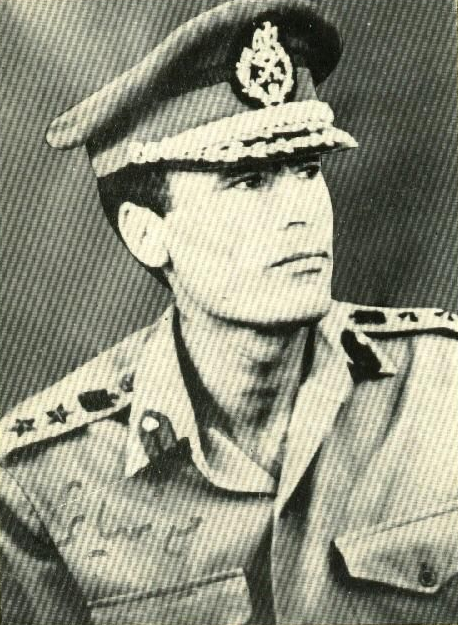
리비아의 지도자 무아마르 카다피

리비아의 번영 증가는 내부 정치적 억압 증가를 동반했으며, 1973년 법 75호에 따라 정치적 반대는 불법화되었다. 카다피의 혁명 위원회를 통해 인구에 대한 광범위한 감시가 이루어졌다. 카다피는 또한 이전 정권이 여성에게 부과한 엄격한 사회적 제약을 완화하고자 했으며, 개혁을 장려하기 위해 혁명 여성 조직을 설립했다. 1970년에는 남녀평등과 임금 균등을 확립하는 법률이 도입되었다. 1971년, 카다피는 리비아 총여성연맹의 창설을 지원했다. 1972년에는 16세 미만 소녀의 결혼을 범죄화하고 여성의 동의를 결혼의 필수 전제 조건으로 만드는 법률이 통과되었다.

1975년 10월 25일, 주로 미스라타 시 출신의 군 장교 20명으로 구성된 집단이 쿠데타를 시도했다. 이로 인해 쿠데타 주모자들이 체포되고 처형되었다. 1977년 3월, 리비아는 공식적으로 "사회주의 인민 리비아 아랍 자마히리야"가 되었다. 카다피는 공식적으로 권력을 인민위원회에 넘겼으며, 이후 자신은 상징적인 인물일 뿐이라고 주장했다. 그가 수립한 새로운 자마히리야 (아랍어로 "공화국") 통치 구조는 공식적으로 "직접 민주제"라고 불렸다. 카다피는 민주 정부와 정치철학에 대한 자신의 비전을 녹색서를 통해 1975년에 발표했다. 그의 짧은 책은 유토피아적 사회주의와 아랍 민족주의가 혼합된 대표적인 사상에 베두인족 우월주의를 가미했다.

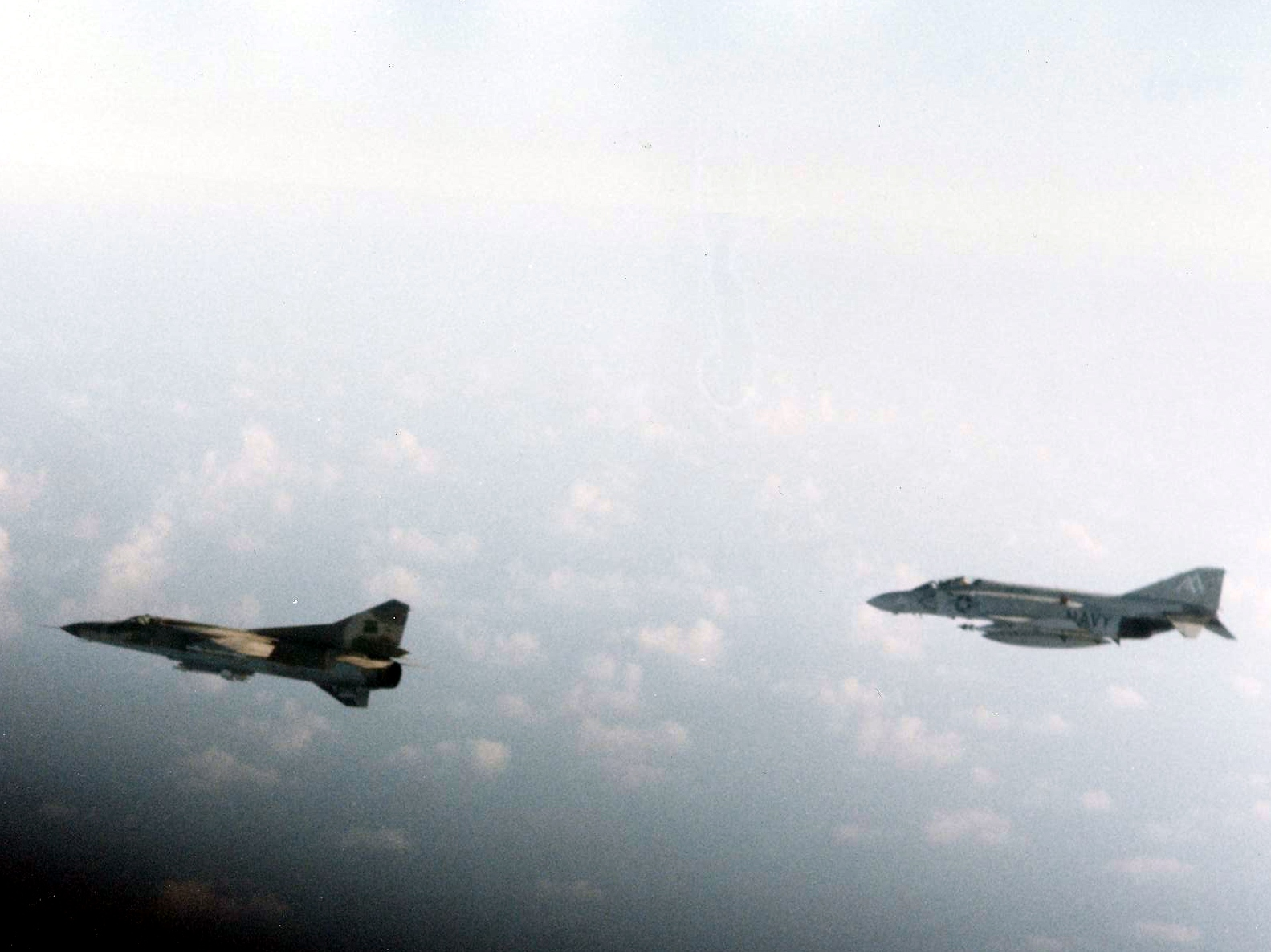
1981년 시드라 만 상공의 VF-74 소속 F-4J와 리비아 MiG-23

1977년 2월, 리비아는 차드의 구쿠니 웨데이와 인민 무장 세력에 군사 물자를 공급하기 시작했다. 차드-리비아 전쟁은 리비아가 북부 차드의 반군 세력을 지원하면서 침공으로 확대되면서 본격적으로 시작되었다. 같은 해 후반, 리비아와 이집트는 이집트-리비아 전쟁으로 알려진 4일간의 국경 전쟁을 벌였다. 양국은 우아리 부메디엔 알제리 대통령의 중재로 정전에 합의했다. 수백 명의 리비아인들이 이디 아민의 우간다가 탄자니아와 벌인 전쟁을 지원하다가 목숨을 잃었다. 카다피는 반핵 운동에서 호주 노동조합에 이르기까지 다양한 단체에 자금을 지원했다. 1977년 3월 2일, 리비아는 공식적으로 사회주의 인민 리비아 아랍 자마히리야가 되었다.
리비아는 1977년 11월 19일 일반적인 녹색 국기를 채택했다. 이후 2011년 지금의 국기를 채택하기 전까지 세계에서 유일하게 단색 국기를 사용했다. 1977년 이후 이 나라의 1인당 소득은 11,000달러 이상으로 증가하여 아프리카에서 5번째로 높았으며, 인간 개발 지수는 아프리카에서 가장 높았고 사우디아라비아보다도 높았다. 이는 어떤 외채도 빌리지 않고 달성되었으며, 리비아는 채무가 없었다. 또한 리비아 대수로는 전국 넓은 지역에 신선한 물을 자유롭게 공급할 수 있도록 건설되었다. 게다가 대학 장학금과 고용 프로그램에 재정 지원이 제공되었다. 1970년대에 급증한 리비아의 석유 수입 대부분은 무기 구매와 전 세계 수십 개의 준군사 조직 및 테러 단체 후원에 사용되었다.
1986년, 당시 로널드 레이건 미 대통령이 주도한 미국 공습은 카다피를 암살하려 했으나 실패했다. 리비아는 1988년 로커비에서 발생한 상업 항공편 폭격으로 270명이 사망한 후 유엔의 제재를 받게 되었다. 1990년대에는 정부의 통치가 이슬람 무장주의와 카다피 암살 미수 사건으로 위협받았다. 정부는 억압적인 조치로 대응했다. 폭동과 이슬람 운동은 혁명 방위대에 의해 진압되었다. 그럼에도 불구하고 1995년에서 1998년 사이 키레나이카는 지역 군대의 부족 충성심으로 인해 정치적으로 불안정했다. 2003년, 카다피는 자신의 정권이 모든 대량살상무기를 해체했으며, 리비아가 원자력으로 전환하고 있다고 발표했다.

### 제1차 리비아 내전과 카다피의 몰락 (2011)

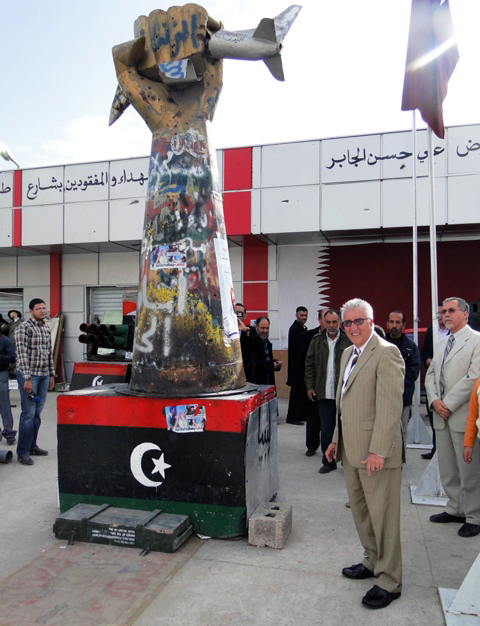
미국 대사 진 크레츠가 트리폴리 함락 후 노획된 미 전투기를 으깨는 주먹 조각상 옆에 서 있다.

첫 번째 내전은 튀니지와 이집트의 통치자들을 전복시킨 아랍의 봄 운동 중에 발생했다. 2011년 2월 15일 카다피 정권에 대한 시위가 처음 시작되었고, 2월 17일에는 전면적인 반란이 시작되었다. 무아마르 카다피가 이끄는 리비아의 권위주의 정권은 이집트와 튀니지의 정권에 비해 훨씬 더 강력한 저항을 보였다. 이집트와 튀니지에서는 정권 전복이 비교적 신속하게 진행되었지만, 카다피의 진압 작전은 리비아 봉기에 상당한 지연을 초래했다. 민주 정부의 첫 발표는 온라인에 나타났고 임시 과도국가평의회를 대체 정부로 선언했다. 카다피의 고위 자문관 중 한 명은 트윗을 올려 사임하고 적을 옮긴 뒤 카다피에게 도피를 권했다. 2월 20일까지 불안은 트리폴리로 확산되었다. 2월 27일, 리비아 과도국가평의회가 반군 통제하의 리비아 지역을 통치하기 위해 설립되었다. 3월 10일, 미국과 다른 많은 국가들은 마흐무드 지브릴을 임시 총리로 하는 이 위원회를 리비아 국민의 합법적인 대표로 인정하고 카다피 정권에 대한 인정을 철회했다.

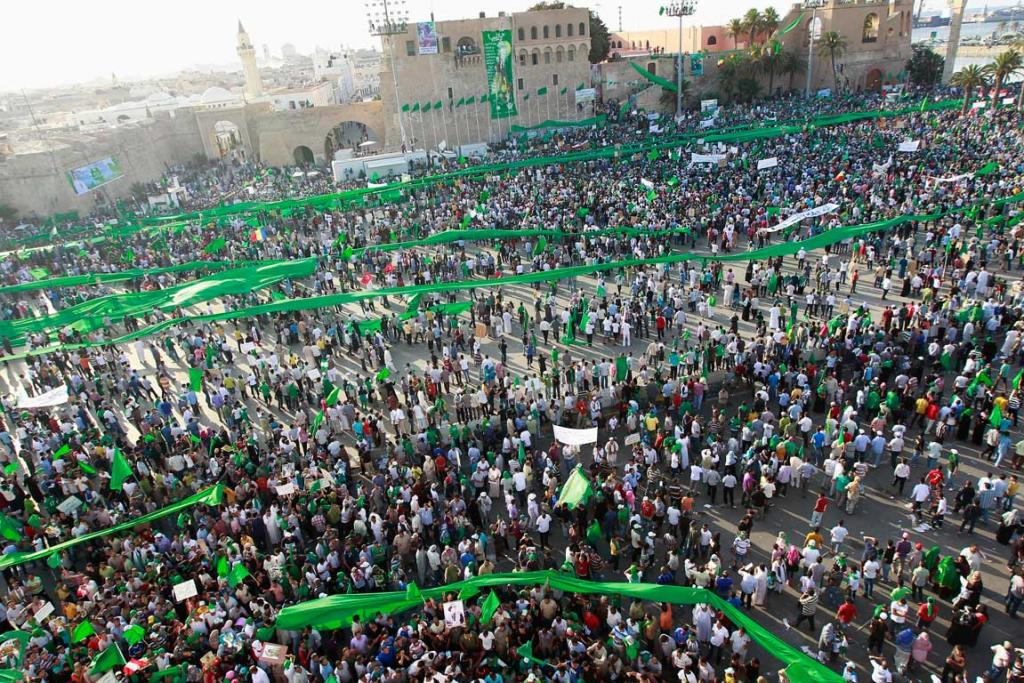
트리폴리에서 반카다피 지지자들에 대한 시위

친카다피군은 서부 리비아에서 반군의 진격을 군사적으로 저지할 수 있었고, 봉기의 사실상 중심지인 벵가지로 해안을 따라 역공을 시작했다. 트리폴리에서 48 킬로미터 (30 mi) 떨어진 자위야는 공군 비행기와 육군 탱크의 폭격을 받아 자마히리야군에게 점령되었으며, "갈등에서 아직 볼 수 없었던 수준의 잔혹함"을 보였다. 반기문 유엔 사무총장과 유엔 인권 이사회를 포함한 유엔 기구들은 이 진압이 국제법을 위반한다고 비난했으며, 유엔 인권 이사회는 전례 없는 조치로 리비아를 전면 추방했다. 2011년 3월 17일, 유엔 안전 보장 이사회는 결의 1973호를 통과시켰다. 러시아, 중국, 인도, 브라질, 독일을 포함한 5개국의 기권과 10 대 0의 표결로 통과되었다. 이 결의안은 비행금지구역 설정을 승인하고 리비아 내 민간인을 보호하기 위해 "필요한 모든 수단"을 사용하는 것을 승인했다. 3월 19일, NATO 동맹국들의 비행금지구역 확보를 위한 첫 번째 행동은 프랑스 군용기가 정찰 임무를 위해 리비아 영공에 진입하여 적군 목표물에 대한 공격을 알리면서 리비아 방공망을 파괴하는 것으로 시작되었다.
이어진 몇 주 동안 미군은 리비아에 대한 NATO 작전의 선두에 섰다. 8,000명 이상의 미군 병력이 군함과 항공기에 배치되었다. 14,202회 출격에서 최소 3,000개 목표물이 타격되었으며, 이 중 트리폴리에서 716회, 브레가에서 492회였다. 미 공습에는 B-2 스텔스 폭격기의 비행이 포함되었는데, 각 폭격기는 16개의 2000파운드 폭탄으로 무장하고 미국 본토 미주리주의 기지에서 이륙하고 돌아왔다. NATO 공군의 지원은 궁극적인 혁명 성공에 기여했다. 2011년 8월 22일까지 반군은 트리폴리에 진입하여 녹색 광장을 점령했으며, 2011년 2월 17일 이후 사망한 사람들을 기리기 위해 이름을 순교자 광장으로 변경했다. 2011년 10월 20일, 시르테 시에서 봉기의 마지막 격렬한 전투가 끝났다. 시르테 전투는 제1차 리비아 내전의 마지막 결정적인 전투이자 마지막 전투였으며, 카다피는 2011년 10월 20일 NATO의 지원을 받는 군대에 의해 체포되어 살해되었다. 시르테는 카다피 충성파의 마지막 거점이었고 그의 출생지였다. 충성파 군대의 패배는 시르테 함락 3일 후인 2011년 10월 23일에 기념되었다. 내전으로 최소 3만 명의 리비아인이 사망했다. 또한 리비아 과도국가평의회는 5만 명의 부상자가 발생했다고 추정했다.

### 내전 후 기간 및 제2차 리비아 내전 (2011–2020)

2020년 6월 11일 업데이트된 내전 통제 지역:
투브루크 주도 정부
국민협정정부
석유 시설 경비대
투아레그족 부족
지역 군대

충성파 군대의 패배 이후, 리비아는 서로 다른 지역, 도시 및 부족과 관련된 수많은 경쟁하는 무장 민병대들로 분열되었고, 중앙 정부는 약하여 국가에 대한 권한을 효과적으로 행사할 수 없었다. 경쟁하는 민병대들은 이슬람주의 정치인들과 그들의 반대자들 사이의 정치적 투쟁에서 서로 대립했다. 2012년 7월 7일, 리비아인들은 이전 정권 종료 이후 첫 의회 선거를 치렀다. 8월 8일, 리비아 과도국가평의회는 공식적으로 전적으로 선출된 국민의회에 권력을 이양했으며, 국민의회는 임시 정부를 구성하고 일반 국민투표에서 승인될 새로운 리비아 헌법을 초안하는 임무를 맡았다. 2012년 8월 25일, 로이터통신이 내전 종료 이후 "가장 노골적인 종파 공격"이라고 보도한 사건에서, 정체불명의 조직이 리비아 수도 트리폴리 중심부에 있는 묘지가 있는 수피파 모스크를 불도저로 파괴했다. 이틀 만에 두 번째 수피 성지 파괴였다. 벵가지 근처의 누드 가젤 상 제거와 제2차 세계 대전 시대 영국인 묘지 파괴 및 훼손을 포함하여 이슬람주의 민병대로 추정되는 자들에 의해 수많은 문화유산이 파괴되었다. 그 외에도 이슬람 관련 급진 민병대와 폭도들이 다수의 유적지를 파괴, 강탈, 약탈하는 사례가 많이 보고되었다.

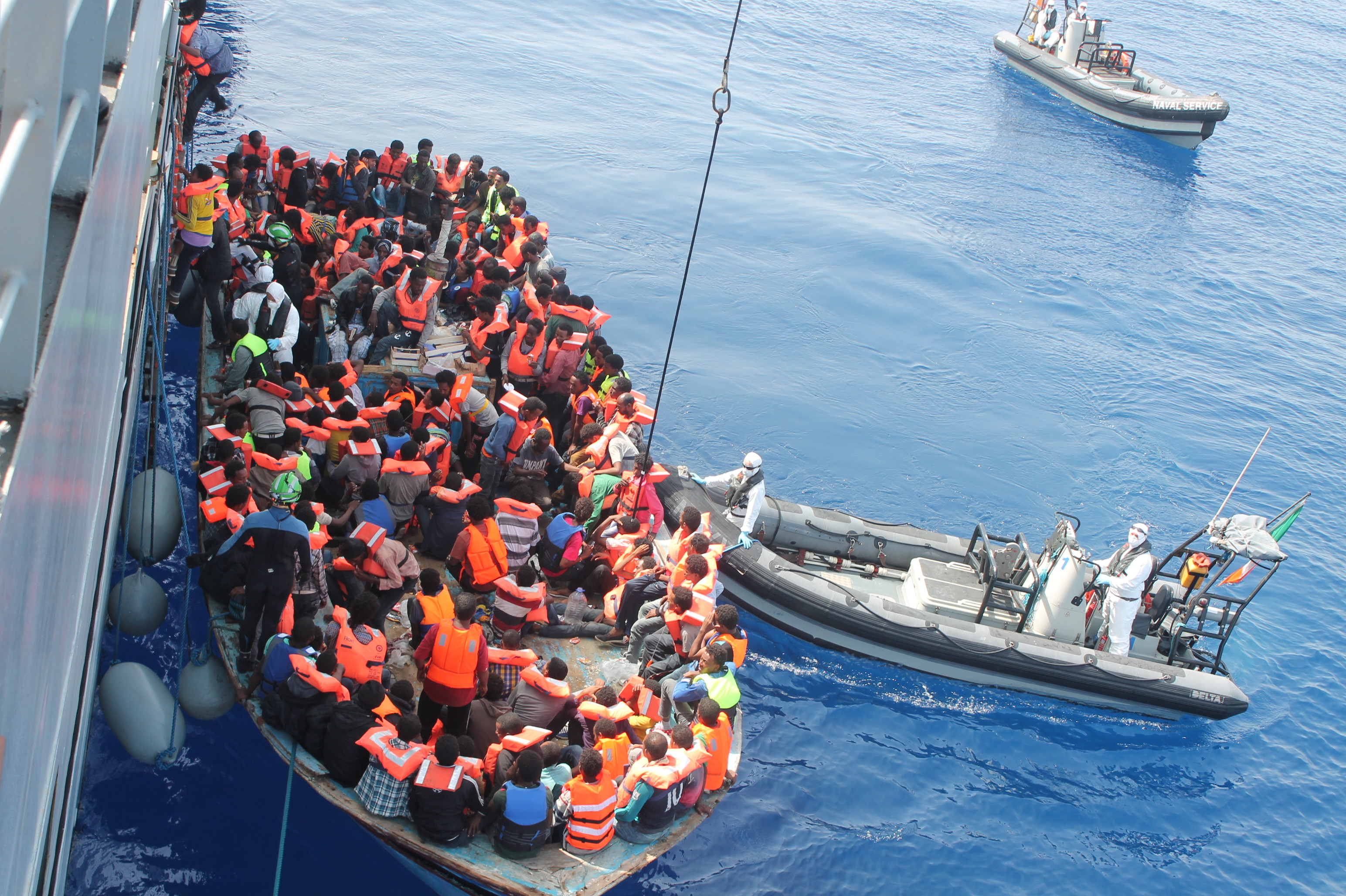
리비아는 유럽에 도달하려는 사람들의 주요 환승 지점으로 부상했다.

2012년 9월 11일, 이슬람 무장세력은 벵가지 주재 미국 외교 시설을 공격하여, 리비아 주재 미국 대사 크리스토퍼 스티븐스와 세 명을 살해했다. 이 사건은 미국과 리비아에서 분노를 일으켰다. 2012년 10월 7일, 리비아 총리 당선자 무스타파 아부샤구르는 새 내각에 대한 의회 승인을 두 번째로 얻지 못하여 축출되었다. 2012년 10월 14일, 국민의회는 전 국민의회 의원이자 인권 변호사인 알리 제이단을 총리 지명자로 선출했다. 제이단은 그의 내각이 국민의회의 승인을 받은 후 취임했다. 2014년 3월 11일, 총리 제이단은 불량 유류 선적을 막지 못해 국민의회에서 축출된 후 사임했고, 압둘라 알타니 총리로 교체되었다.
제2차 리비아 내전은 2014년 5월 라이벌 의회 간의 전투로 시작되었고, 부족 민병대와 지하드주의 단체들이 권력 공백을 곧 이용했다. 가장 주목할 만한 것은 2014년 데르나와 2015년 시르테에서 급진 이슬람 무장세력이 이라크 레반트 이슬람국의 이름으로 점령했다는 것이다. 2015년 2월, 이웃 이집트는 공습을 감행하여 투브루크 정부를 지지하는 이슬람 국가를 공격했다. 2014년 6월, 선거가 새로운 입법 기관인 대의원을 선출하기 위해 치러졌다. 선거는 폭력과 낮은 투표율로 얼룩졌고, 일부 지역에서는 투표소가 폐쇄되었다. 세속주의자들과 자유주의자들이 선거에서 좋은 성적을 거두자, 국민의회의 이슬람주의 의원들은 당황하여 다시 모여 국민의회에 대한 계속적인 위임을 선언하고 새로운 대의원을 인정하지 않았다. 국민의회의 무장 지지자들은 트리폴리를 점령하여 새로 선출된 의회를 투브루크로 도피하게 했다.

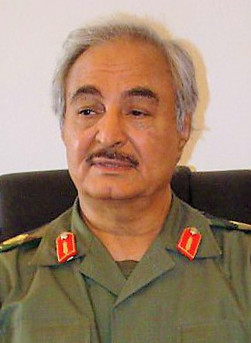
리비아 국민군의 수장이자 2014년 내전의 주요 세력 중 하나인 칼리파 하프타르

2015년 1월, 리비아의 라이벌 당사자들 간의 평화 협정을 찾기 위한 회의가 열렸다. 소위 제네바-가다메스 회담은 국민의회와 투브루크 정부를 한자리에 모아 내부 분쟁의 해결책을 찾기 위한 것이었다. 그러나 국민의회는 실제로 참여하지 않았는데, 이는 내부 분열이 "투브루크 진영"뿐만 아니라 "트리폴리 진영"에도 영향을 미쳤다는 신호였다. 한편, 리비아 내 테러는 꾸준히 증가하여 이웃 국가에도 영향을 미쳤다. 2015년 3월 18일 튀니지에서 발생한 바르도 박물관 테러 공격은 리비아에서 훈련받은 두 명의 무장세력에 의해 자행된 것으로 보고되었다. 2015년 동안 스페인 외교관 베르나르디노 레온 유엔 사무총장 특별대표(SRSG)가 이끄는 외교 회담과 평화 협상이 연장되어 지원되었으며, 유엔 리비아 지원 임무단(UNSMIL)의 통상적인 업무 외에 계속 진행되었다. 2015년 7월, SRSG 레온은 유엔 안전 보장 이사회에 협상 진행 상황을 보고했으며, 이 시점에서 "포괄적인 틀… 지침 원칙… 영구 헌법 채택까지의 전환을 이끌 기관 및 의사 결정 메커니즘을 포함"하는 정치적 합의를 7월 11일에 막 달성했다.
회담, 협상, 대화는 2015년 중반에도 여러 국제 장소에서 계속되었으며, 9월 초 모로코의 스키라트에서 절정에 달했다.
또한 2015년, 국제 사회의 지속적인 지원의 일환으로 유엔 인권 이사회는 리비아 상황에 대한 보고서를 요청했으며 인권 고등판무관 자이드 라아드 알 후세인은 인권 및 리비아 사법 시스템 재건에 대한 보고를 위해 조사 기관(OIOL)을 설립했다. 혼란스러운 리비아는 유럽으로 가려는 사람들의 주요 환승 지점으로 부상했다. 2013년부터 2018년까지 거의 70만 명의 이주민이 보트를 타고 이탈리아에 도착했으며, 그 중 상당수가 리비아 출신이었다. 2018년 5월, 리비아의 라이벌 지도자들은 파리 회담 후 의회 및 대통령 선거를 실시하기로 합의했다. 2019년 4월, 칼리파 하프타르는 존엄의 홍수 작전을 시작했으며, 이는 리비아 국민군이 국민협정정부로부터 서부 영토를 점령하기 위한 공격이었다. 2019년 6월, 리비아 유엔 공인 국민협정정부와 동맹을 맺은 군대가 군사령관 칼리파 하프타르와 그의 병사들이 주둔했던 전략적 요충지 가르얀을 성공적으로 점령했다. 국민협정정부군 대변인 무스타파 알-메지이에 따르면, 하프타르 휘하의 리비아 국민군 병사 수십 명이 사망했으며, 최소 18명이 포로로 잡혔다. 2020년 3월, 파예즈 알 사라지의 유엔 지원 정부는 평화 폭풍 작전을 시작했다. 정부는 하프타르 원수가 이끄는 리비아 국민군의 공격에 대응하여 이 입찰을 시작했다. 사라지는 그의 결정에 따라 "우리는 국제 사회에 대한 의무를 존중하는 합법적인 민간 정부이지만, 주로 국민에게 헌신하며 시민을 보호할 의무가 있다"고 말했다. 2020년 8월 28일, BBC 아프리카 아이와 BBC 아랍 다큐멘터리는 아랍에미리트 (UAE)가 운용한 드론이 1월 4일 트리폴리의 군사 학교에서 26명의 젊은 사관생도를 살해했다고 밝혔다. 사관생도 대부분은 십대였으며 아무도 무장하지 않았다. 중국산 드론 윙 룽 II는 블루 애로우 7 미사일을 발사했으며, 이는 UAE가 운영하는 알-카딤 리비아 공군 기지에서 운용되었다. 2월, 리비아에 주둔한 이 드론들은 이집트 서부 사막의 시와 근처 공군 기지로 옮겨졌다. 가디언은 유엔의 무기 금수 조치를 아랍에미리트와 튀르키예가 2020년 10월 7일 노골적으로 위반하고 있음을 조사하여 밝혀냈다. 보도에 따르면, 양국은 각자의 당사자를 지원하기 위해 대규모 군용 수송기를 리비아에 보냈다. 2020년 10월 23일, 영구 정전이 체결되어 전쟁이 종식되었다.

### 내전 이후 (2020년–현재)
2021년 12월, 리비아 최초의 대통령 선거가 예정되어 있었으나, 2022년 6월로 연기되었고 이후 추가로 연기되었다.
파티 바샤가는 2022년 2월 의회에 의해 임시 행정부를 이끌 총리로 임명되었으나, 현 총리 압둘 하미드 드베이바는 2022년 4월 현재 권력 이양을 거부했다. 드베이바 정부에 항의하여 우바리 사막 도시의 부족 지도자들은 2022년 4월 18일 리비아 최대 유전인 엘 샤라라 유전을 폐쇄했다. 이 폐쇄는 리비아 내에서 석유 부족을 야기하고, 국영 석유 공사가 러시아의 우크라이나 침공으로 인한 국제 시장의 높은 유가를 이용하는 것을 방해할 위협을 가했다. 7월 2일, 리비아 대의원은 시위대에 의해 불탔다.
2023년 9월 10일, 폭풍 다니엘로 인한 댐 붕괴로 인해 항구 도시 데르나가 심각한 홍수 피해를 입어 5,900명 이상이 사망했으며, 최대 24,000명에 이를 수도 있다는 추정치가 나왔다. 이 홍수는 리비아 현대사에서 최악의 자연재해였다.
2024년 11월, 국민통일정부는 "이상한 머리 모양"을 단속하고, "정숙한" 복장을 강요하며, 여성에게 남성 보호자를 요구하는 도덕 경찰을 재도입할 것이라고 발표했다.

## 지리

리비아의 쾨펜 기후 분류 지도

리비아는 1,759,540 제곱킬로미터 (679,362 mi2)에 걸쳐 펼쳐져 있으며, 세계에서 16번째로 큰 국가이다. 리비아는 북쪽으로 지중해, 서쪽으로 튀니지와 알제리, 남서쪽으로 니제르, 남쪽으로 차드, 남동쪽으로 수단, 동쪽으로 이집트와 접하며, 북쪽으로는 그리스, 이탈리아, 몰타와 해상 국경을 이룬다. 리비아는 북위 19도와 북위 34도, 동경 9도와 동경 26도 사이에 위치한다. 리비아는 트리폴리타니아, 페잔, 키레나이카의 세 역사적 지역으로 구성된다.
1,770 킬로미터 (1,100 mi)에 달하는 리비아의 해안선은 지중해와 접하는 아프리카 국가 중 가장 길다. 리비아 북쪽 지중해 부분은 종종 리비아해라고 불린다. 기후는 대부분 극도로 건조하고 사막과 같다. 그러나 북부 지역은 더 온화한 지중해성 기후를 누린다.
리비아 국경 내에는 6개의 생태지역이 있다: 사하라 할로피틱스, 지중해 건조 삼림 지대 및 스텝, 지중해 삼림 지대 및 숲, 북사하라 스텝 및 삼림 지대, 티베스티-제벨 우웨이나트 산악 건조 삼림 지대, 서사하라 산악 건조 삼림 지대.
자연재해는 봄과 가을에 1~4일간 부는 뜨겁고 건조한 먼지 가득한 시로코 (리비아에서는 지블리라고 알려져 있음)의 형태로 나타난다. 또한 모래폭풍과 모래폭풍이 발생한다. 오아시스도 리비아 전역에 흩어져 있으며, 그 중 가장 중요한 곳은 가다메스와 쿠프라이다.
리비아는 기후변화의 영향에 매우 취약하며 이에 대처할 준비가 부족하다. 리비아의 기후 변화의 영향, 예를 들어 사막화, 해수면 상승, 홍수, 불규칙한 기상 패턴은 이미 눈에 띄며 더욱 심화될 것으로 예상된다. 이는 리비아의 농업, 식량 및 수자원 안보, 경제 발전 및 지속 가능성에 상당한 위협을 가한다.
리비아는 1975년 엘 쿠프 보호 지역 조성으로 북아프리카에서 종 보호에 선구적인 국가였다. 무아마르 카다피 정권의 붕괴는 격렬한 밀렵을 조장했다. "카다피가 몰락하기 전에는 사냥용 소총조차 금지되어 있었다. 그러나 2011년 이후로는 밀렵이 전쟁 무기와 정교한 차량으로 이루어지고 있으며, 그 안에서는 시간을 보내기 위해 사냥하는 민병대원들이 죽인 200마리까지의 가젤 머리를 발견할 수 있다. 우리는 또한 전통적으로 사냥을 해오던 부족과 전혀 관련 없는 사냥꾼들의 등장을 목격하고 있다. 그들은 번식기에도 발견하는 모든 것을 쏜다. 매년 50만 마리 이상의 새들이 이런 식으로 죽임을 당하고 있으며, 보호 지역은 부족장들이 점유하여 자기 소유로 만들었다. 그곳에 살던 동물들은 모두 사라졌거나, 먹을 수 있는 것은 사냥되고 그렇지 않은 것은 풀려났다"고 동물학자 칼레드 에타이엡은 설명한다.

### 리비아 사막

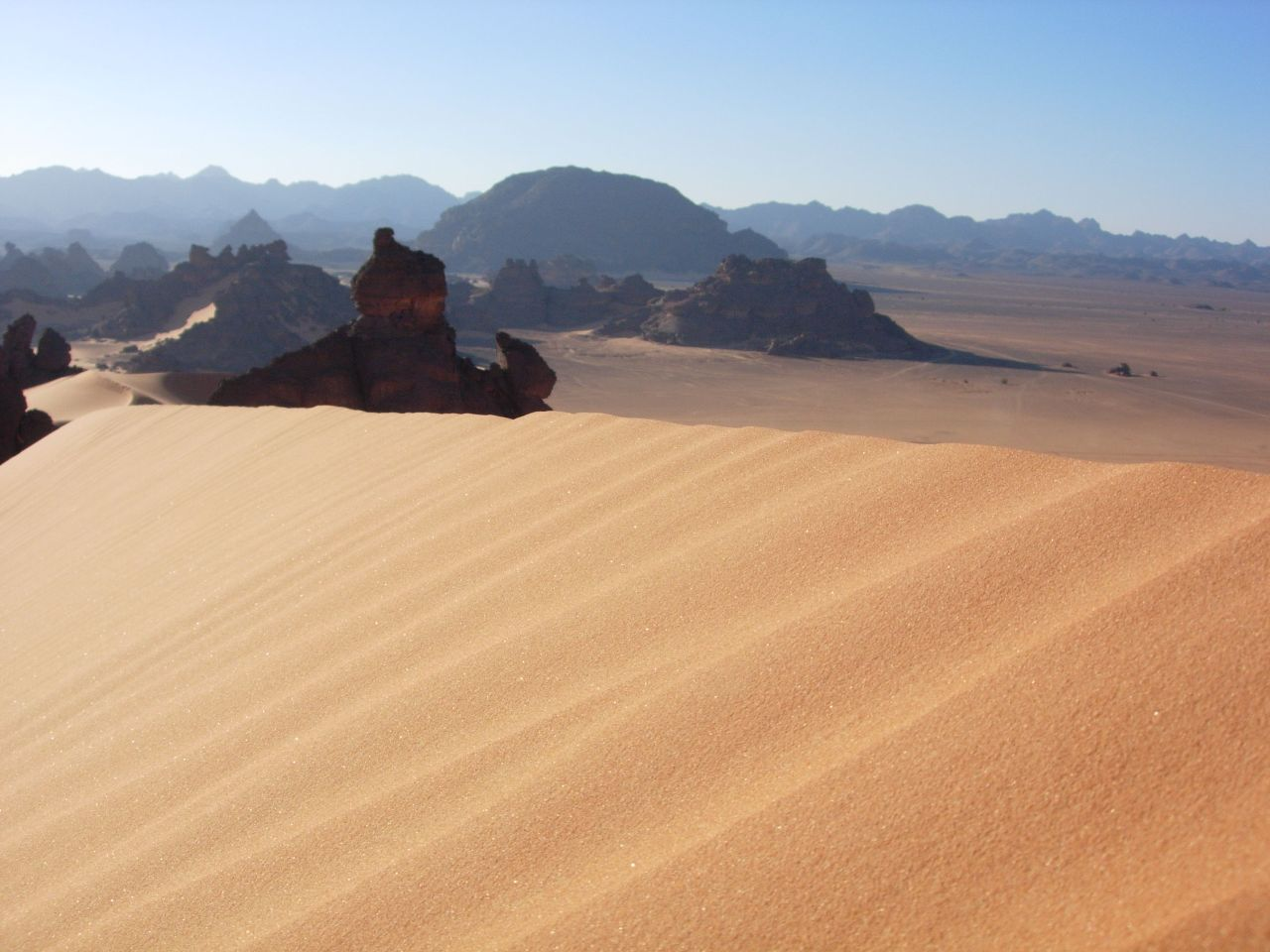
리비아는 주로 사막 국가이다. 육지 면적의 95% 이상이 사막으로 덮여 있다.

리비아는 세계에서 물 부족이 4번째로 심각한 국가이다.

리비아의 대부분을 차지하는 리비아 사막은 지구상에서 가장 건조하고 햇볕이 뜨거운 곳 중 하나이다. 어떤 곳은 수십 년 동안 비가 전혀 내리지 않을 수도 있으며, 고지에서도 비는 5~10년에 한 번씩 드물게 내린다. 우웨이나트 산에서는 2006년 기준 마지막 기록된 강우는 1998년 9월이었다.
마찬가지로 리비아 사막의 온도는 극심할 수 있다. 1922년 9월 13일, 트리폴리 남서쪽에 위치한 아지지야 마을은 기온 58 °C (136.4 °F)를 기록했는데, 이는 세계 기록으로 간주된다. 그러나 2012년 9월, 세계 기록으로 알려졌던 58°C는 세계기상기구에 의해 유효하지 않은 것으로 판명되었다.
몇 개의 작은 무인 오아시스가 흩어져 있으며, 일반적으로 주요 저지대와 연결되어 있고, 몇 피트 깊이로 파면 물을 찾을 수 있다. 서쪽에는 연결되지 않은 얕은 저지대에 널리 흩어진 오아시스 집단인 쿠프라 그룹이 있는데, 타제르보, 레비아나에, 쿠프라로 구성되어 있다. 경사면을 제외하고는 전반적인 평탄함은 리비아 사막 중앙, 이집트-수단-리비아 국경의 수렴 지점 주변의 일련의 고원과 산괴에 의해서만 중단된다.
조금 더 남쪽에는 아르케누, 우웨이나트, 키수 산괴가 있다. 이 화강암 산들은 오래된 것으로, 주변의 사암보다 훨씬 이전에 형성되었다. 아르케누와 서부 우웨이나트는 아이르산맥과 매우 유사한 환상 복합체이다. 동부 우웨이나트(리비아 사막에서 가장 높은 지점)는 서쪽의 화강암 부분에 인접한 융기된 사암 고원이다.
우웨이나트 북쪽의 평원은 침식된 화산 지형으로 점재되어 있다. 1950년대 석유 발견과 함께 리비아의 많은 지역 아래에 거대한 대수층이 발견되었다. 누비아 사암 대수층 시스템의 물은 마지막 빙하기와 사하라 사막 자체보다 오래되었다. 이 지역에는 한때 두 개의 충돌 분화구로 생각되었던 아르케누 구조물도 있다.

## 정치와 선거

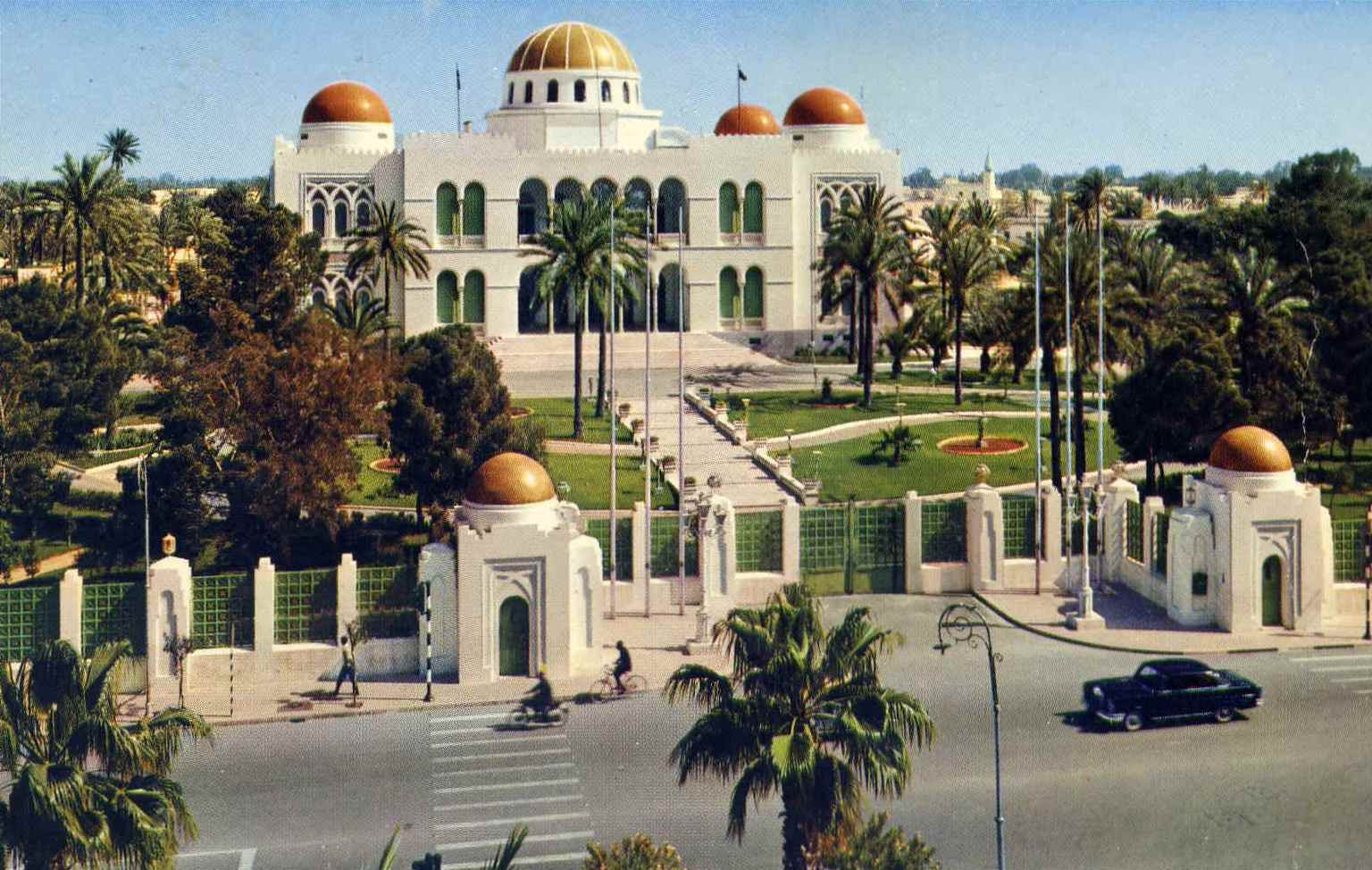
이드리스 1세 국왕의 본부였던 트리폴리의 왕궁

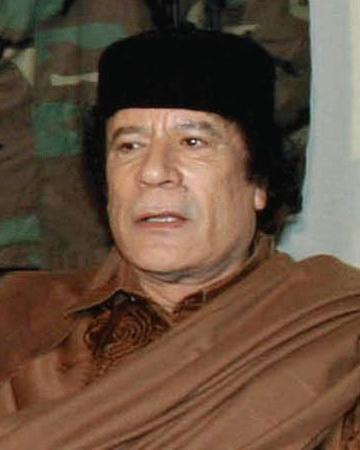
무아마르 카다피는 2011년 내전까지 리비아의 지도자였다.

리비아 정치는 아랍의 봄과 2011년 NATO 개입과 관련된 리비아 위기가 시작된 이래로 격동의 상태에 있다. 이 위기는 리비아 아랍 자마히리야의 붕괴와 무아마르 카다피의 죽음을 초래했으며, 제1차 리비아 내전과 2011년 외국 군사 개입이 뒤따랐다. 제1차 내전 이후 파벌 폭력으로 위기가 심화되어 2014년 제2차 리비아 내전이 발발했다. 현재 리비아의 통제권은 투브루크의 리비아 대의원과 트리폴리의 국민통일정부 및 그 지지자들, 그리고 국가의 여러 지역을 통제하는 다양한 와 부족 요소들 사이에 분할되어 있다.
이전 입법부는 200석의 국민의회 (리비아)였다. 명목상 수도 트리폴리에 기반을 둔 대부분 인정받지 못하는 경쟁 의회인 국민의회 (2014년)는 국민의회의 법적 연속성을 주장한다. 2012년 7월 7일, 리비아인들은 약 40년 만에 처음으로 자유로운 선거인 의회 선거에서 투표했다. 약 30명의 여성이 의원직에 당선되었다. 투표 초기 결과는 전 임시 총리 마흐무드 지브릴이 이끄는 국민세력연합이 선두를 달리는 것으로 나타났다. 무슬림 형제단과 연계된 정의건설당은 이집트와 튀니지의 유사 정당보다 리비아에서 성과가 좋지 못했다. 이 당은 정당 경쟁에서 80석 중 17석을 얻었으며, 2013년까지 약 60명의 무소속 의원이 이 당의 의원단에 합류했다. 2013년 1월 현재, 국민의회에 헌법 초안 작성 기구를 설치하라는 대중의 압력이 커지고 있었다. 의회는 아직 이 기구의 구성원들이 선출될지 임명될지 결정하지 않았다. 2014년 3월 30일, 국민의회는 새로운 대의원으로 자신을 대체하기로 투표했다. 새로운 입법부는 여성을 위해 30석을 할당했으며, 전체 200석을 가지며 (개인이 정당 소속으로 출마할 수 있음), 다른 국적의 리비아인도 출마할 수 있도록 허용했다.
2012년 선거 이후 프리덤 하우스는 리비아의 등급을 "자유 아님"에서 "부분적 자유"로 상향 조정하고 이 국가를 선거 민주주의로 간주했다. 카다피는 1973년 민사법원과 샤리아법원을 통합했다. 2013년 현재 민사법원은 정기적인 항소 법원에서 샤리아 항소 사건 전문가로서 샤리아 판사를 고용했다. 2011년 현재 개인 신분에 관한 법률은 이슬람 법에서 파생된다. 2014년 12월 2일 유럽 의회 외교위원회 회의에서 유엔 특별대표 베르나르디노 레온은 리비아를 비국가로 묘사했다. 국민통일정부 구성을 위한 합의는 2015년 12월 17일에 체결되었다. 합의 조건에 따라 9명으로 구성된 대통령 평의회와 17명으로 구성된 임시 국민협정정부가 구성되며, 2년 이내에 새로운 선거를 실시할 예정이다. 리비아 대의원은 입법부로서 계속 존재하며, 국민의회 (2014년)가 지명한 구성원으로 구성된 국가 위원회라는 자문 기구가 있을 것이다. 2021년 2월 5일, 리비아 정치 대화 포럼 (LPDF)에서 구성원들이 선출된 후 임시 통합 정부 구성이 발표되었다. LPDF의 74명의 구성원들은 총리 및 대통령 위원회 의장 등 4명의 구성원들을 위해 투표했다. 어떤 명단도 60% 투표율을 달성하지 못하자, 선두 두 그룹이 결선 투표에서 경쟁했다. 전 그리스 대사였던 모하메드 알멘피가 대통령 위원회 의장이 되었다.
한편, LPDF는 사업가인 압둘 하미드 드베이바가 임시 총리가 될 것임을 확인했다. 선거에 출마한 모든 후보자들은 당선된 명단 구성원들을 포함하여 모든 고위 공직의 30%를 여성에게 할당하겠다고 약속했다. 임시 정부를 이끌기 위해 선출된 정치인들은 처음에 2021년 12월 24일로 예정된 총선에 출마하지 않기로 합의했다. 그러나 드베이바는 2021년 11월 금지에도 불구하고 대통령 후보로 출마를 발표했다. 트리폴리 항소법원은 그의 자격 박탈에 대한 항소를 기각하고 드베이바와 이전에 자격이 박탈되었던 다른 여러 후보자들을 원래 12월 24일로 예정되었던 선거 후보자 명단에 다시 포함시켰다. 더욱 논란이 되는 것은 법원이 전 독재자의 아들인 사이프 이슬람 카다피를 대통령 후보로 복원시켰다는 점이다. 2021년 12월 22일, 리비아 선거관리위원회는 선거를 2022년 1월 24일까지 연기할 것을 요청했다. 앞서 의회 위원회는 2021년 12월 24일에 선거를 치르는 것이 "불가능"하다고 밝혔다. 유엔은 리비아 임시 지도자들에게 "대통령 후보 명단 확정을 포함하여 선거를 치르는 데 필요한 모든 법적 및 정치적 장애물을 신속하게 해결"할 것을 촉구했다. 그러나 막판에 선거는 무기한 연기되었고 국제 사회는 드베이바가 이끄는 임시 정부에 대한 지지와 인정을 계속하기로 합의했다. 새로운 선거 규칙에 따라, 새 총리는 리비아 내 다양한 통치 기관의 승인을 받아야 하는 내각을 구성하는 데 21일이 주어진다. 이 내각이 합의되면, 통합 정부는 트리폴리의 국민협정정부와 하프타르 장군이 이끄는 행정부를 포함하여 리비아 내의 모든 "병행 기관"을 대체할 것이다.

### 대외 관계
리비아의 외교 정책은 1951년 이후로 변동이 심했다. 왕국으로서 리비아는 분명히 친서방 노선을 유지했으며, 1953년에 회원국이 된 아랍 국가 연맹 (현재의 아랍 연맹)의 보수적 전통주의 블록에 속하는 것으로 인정받았다. 정부는 또한 영국, 미국, 프랑스, 이탈리아, 그리스와 같은 서방 국가들과 우호적이었고, 1955년에는 소련과 완전한 외교 관계를 수립했다. 정부는 모로코와 알제리의 독립 운동을 포함한 아랍 대의를 지지했지만, 1950년대와 1960년대의 아랍-이스라엘 분쟁이나 격동적인 아랍 내부 정치에는 거의 적극적으로 참여하지 않았다. 왕국은 서방과의 긴밀한 연관성으로 유명했으며, 국내에서는 보수적인 노선을 유지했다.
1969년 쿠데타 이후, 무아마르 카다피는 미국과 영국 기지를 폐쇄하고 리비아 내 외국 석유 및 상업 이권을 부분적으로 국유화했다. 카다피는 서구화와 정치적 자유주의에 적대적인 것으로 여겨지는 여러 지도자들을 후원하는 것으로 알려져 있었는데, 여기에는 우간다 대통령 이디 아민, 중앙아프리카 황제 장베델 보카사, 에티오피아의 독재자 멩기스투 하일레 마리암, 라이베리아 대통령 찰스 테일러, 그리고 유고슬라비아 대통령 슬로보단 밀로셰비치를 지지하는 것으로 유명했다.
서방과의 관계는 카다피 통치 기간 대부분 동안 긴장 상태에 있었다. 런던 경찰관 이본 플레처 살해, 미군이 자주 방문하는 서베를린 나이트클럽 폭탄 테러, 팬암 항공 103편 폭파 사건으로 1990년대 유엔 제재로 이어지는 사건들이 발생했다. 2000년대 후반에는 미국과 다른 서방 강대국들이 리비아와 관계를 정상화했다. 카다피가 이라크 전쟁 이후 이라크 독재자 사담 후세인이 전복되고 재판을 받게 되자 대량살상무기 추구를 포기하기로 결정한 것은 리비아가 테러와의 전쟁에서 서방의 소프트 파워 이니셔티브의 성공 사례로 칭송받는 계기가 되었다. 2010년 10월, 카다피는 사하라 횡단 노예 무역에 참여한 것에 대해 아랍 국가들을 대표하여 아프리카 지도자들에게 사과했다.
리비아는 유럽연합의 유럽 이웃 정책 (ENP)에 포함되어 있으며, 이는 EU와 이웃 국가들의 관계를 강화하는 것을 목표로 한다. 리비아 당국은 리비아からの 이민을 막기 위한 유럽연합의 계획을 거부했다. 2017년, 리비아는 유엔 핵무기금지조약에 서명했다.

### 군사
리비아의 이전 국군은 제1차 리비아 내전에서 패배하여 해체되었다. 투브루크에 본부를 둔 리비아 대의원은 자신들이 리비아의 합법적인 정부라고 주장하며, 리비아 국민군으로 알려진 군대를 재건하려 했다. 칼리파 하프타르가 이끄는 이 군대는 리비아 동부의 대부분을 통제한다. 2012년 5월 현재, 약 35,000명의 병력이 이 군에 합류한 것으로 추정되었다. 2015년에 설립된 국제적으로 인정받는 국민협정정부는 무질서하고 무조직적인 민병대 그룹으로 주로 구성된 자체 군대를 보유하여 리비아 국민군을 대체했다.
2012년 11월 현재, 이는 아직 초기 개발 단계에 있는 것으로 평가되었다. 모하메드 마가리아프 대통령은 2012년에 군대와 경찰력 강화를 정부의 최우선 과제로 삼겠다고 약속했다. 메가리프 대통령은 또한 국내의 모든 민병대에게 정부 통제 하에 들어오거나 해산할 것을 명령했다.
민병대는 2013년 2월까지 중앙 보안군에 통합되기를 거부했다. 많은 민병대는 훈련을 받았지만, 가장 강력한 민병대는 리비아의 여러 도시의 행정위원회에만 응답했다. 민병대는 국방부의 명령이 아닌 요청에 따라 운영되는 병렬 국가군인 소위 리비아 방패군을 구성했다.

## 행정 구역

현재 리비아의 22개 샤비아트 체계(2007년 이후)

수도는 트리폴리(아랍어로는 타라불루스)이다. 다음은 2007년에 새로 바뀐 리비아의 주(州)이다.
| 행정 구역 이름   | 아랍어 표기  | 라틴 문자 표기     | 인구(2006년 기준) | 번호 |
| ---------------- | ------------ | ------------------ | ----------------- | ---- |
| 부트난주         | البطنان      | Al Butnan          | 159,536           | 1    |
| 데르나주         | درنة         | Darnah             | 163,351           | 2    |
| 자발알아크다르주 | الجبل الاخضر | Al Jabal al Akhdar | 203,156           | 3    |
| 마르지주         | المرج        | Al Marj            | 185,848           | 4    |
| 벵가지           | بنغازي       | Benghazi           | 670,797           | 5    |
| 알와하트주       | الواحات      | Al Wahat           | 177,047           | 6    |
| 쿠프라주         | الكفرة       | Al Kufrah          | 50,104            | 7    |
| 시르테주         | سرت          | Surt               | 141,378           | 8    |
| 미스라타주       | مصراتة       | Misratah           | 550,938           | 9    |
| 무르쿠브주       | المرقب       | Al Murgub          | 432,202           | 10   |
| 타라불루스주     | طرابلس       | Tarabulus          | 1,065,405         | 11   |
| 지파라주         | الجفارة      | Al Jfara           | 453,198           | 12   |
| 자위야주         | الزاوية      | Az Zawiyah         | 290,993           | 13   |
| 누카트알함스주   | النقاط الخمس | An Nuqat al Khams  | 287,662           | 14   |
| 자발알가르비주   | الجبل الغربي | Al Jabal al Gharbi | 304,159           | 15   |
| 날루트주         | نالوت        | Nalut              | 93,224            | 16   |
| 주프라주         | الجفرة       | Al Jufrah          | 52,342            | 17   |
| 와디알샤티주     | وادي الشاطئ  | Wadi Al Shatii     | 78,532            | 18   |
| 세바주           | سبها         | Sabha              | 134,162           | 19   |
| 와디알하야주     | وادي الحياة  | Wadi Al Hayaa      | 76,858            | 20   |
| 가트주           | غات          | Ghat               | 23,518            | 21   |
| 무르주크주       | مرزق         | Murzuq             | 78,621            | 22   |

주요 도시로 트리폴리, 벵가지, 알바이다, 미스라타가 있다.
2022년 리비아 국민통일정부는 동부 해안, 자발 알아크다르, 알-히잠, 벵가지, 알-와하트, 알-쿠프라, 알-할레지, 알-마르가브, 트리폴리, 알-자파라, 알-자위야, 서부 해안, 게르얀, 진탄, 날루트, 세바, 알-와디, 무르주크 분지 등 18개 주를 선포했다 (Libyan Observer).

### 인권
휴먼 라이츠 워치 2016년 연례 보고서에 따르면, 리비아에서는 언론인들이 여전히 무장 단체의 표적이 되고 있다. 이 단체는 리비아가 2015년 언론 자유 지수에서 180개국 중 154위로 매우 낮은 순위를 기록했다고 덧붙였다. 2021년 언론 자유 지수에서는 180개국 중 165위로 하락했다. 동성애는 리비아에서 불법이다.

## 경제

1950년부터 2018년까지 리비아 1인당 GDP 변화. 수치는 2011년 국제 달러를 기준으로 인플레이션 조정되었다.

리비아 경제는 주로 석유 산업 수입에 의존하며, 이는 GDP의 절반 이상과 수출의 97%를 차지한다. 리비아는 아프리카에서 가장 큰 석유 매장량을 보유하고 있으며, 가벼운 스위트 크루드의 세계 공급에 중요한 기여자이다. 2010년, 유가가 배럴당 80달러였을 때, 석유 생산은 GDP의 54%를 차지했다. 석유 외에 다른 천연자원으로는 천연가스와 석고가 있다. 국제 통화 기금은 2011년에 60% 급락한 후, 2012년 리비아의 실질 GDP 성장률을 122%, 2013년에는 16.7%로 추정했다. 2023년 세계은행 통계에 의하면 리비아의 1인당 GDP는 7,329 달러이다.
2023년 약 2,377만 톤의 온실가스를 배출했는데, 이는 전 세계 총 배출량의 약 0.17%에 해당한다. 그러나 1인당 배출량은 13톤이 조금 넘는 수준으로 전 세계에서 21번째, 아프리카에서는 가장 높았다. 리비아는 기후 노력에 뒤늦게 참여하여 2016년 UNFCCC에 서명하고 2021년 파리 기후 협정에 서명했다. 그러나 2024년 현재 리비아는 파리 협정을 비준하고 국가별 기여 약속(NDC)을 제출하지 않았으며, 기후변화 적응 계획 개발에는 거의 진전이 없다.
세계은행은 리비아를 '중상위 소득 경제국'으로 분류하는데, 이는 아프리카에서 7개국만이 해당된다. 에너지 부문의 상당한 수입과 적은 인구 덕분에 리비아는 아프리카에서 가장 높은 1인당 GDP를 자랑한다. 정부는 모로코와 알제리의 독립 운동을 포함한 아랍 대의를 지지했지만, 1950년대와 1960년대의 아랍-이스라엘 분쟁이나 격동적인 아랍 내부 정치에는 거의 적극적으로 참여하지 않았다. 왕국은 서방과의 긴밀한 연관성으로 유명했으며, 국내에서는 보수적인 노선을 유지했다. 이는 리비아 아랍 자마히리야 국가가 특히 주택과 교육 분야에서 광범위한 사회 보장 수준을 제공할 수 있게 했다.

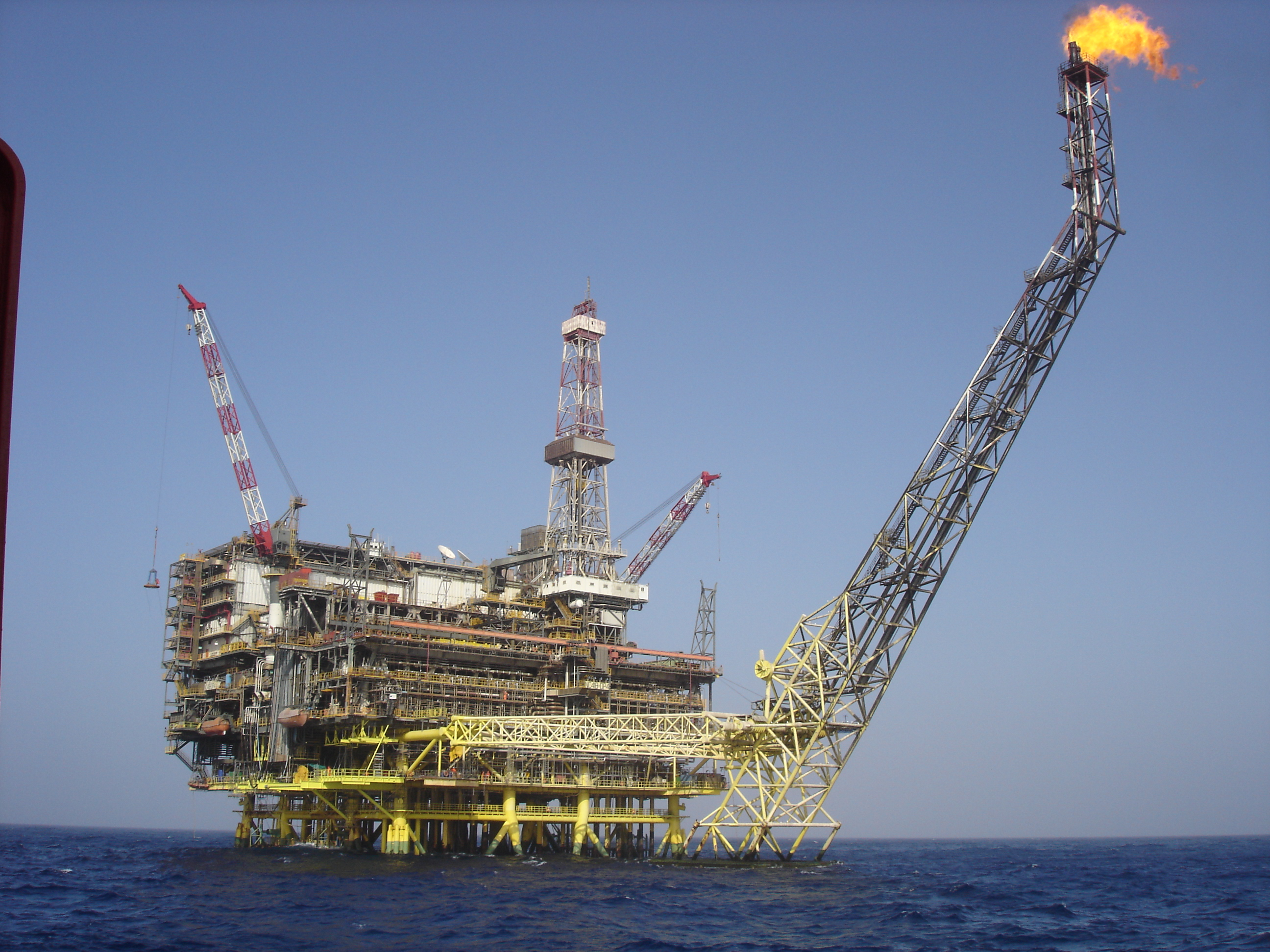
리비아 해안의 석유 플랫폼

리비아는 제도 부족, 취약한 거버넌스, 만성적인 구조적 실업 등 많은 구조적 문제에 직면해 있다. 경제는 경제 다각화 부족과 이민 노동력에 대한 상당한 의존도를 보인다. 리비아는 전통적으로 고용 창출을 위해 지속 불가능한 수준의 공공 부문 고용에 의존해 왔다. 2000년대 중반, 정부는 모든 국내 고용인의 약 70%를 고용했다.
2008년 8%였던 실업률은 2009년에는 21%로 증가했다. 2010년 데이터에 기반한 아랍 연맹 보고서에 따르면, 여성의 실업률은 18%인 반면 남성의 실업률은 21%로, 리비아가 남성의 실업률이 여성보다 높은 유일한 아랍 국가임을 보여준다. 리비아는 사회적 불평등이 높고, 청년 실업률이 높으며, 지역별 경제 격차가 심각하다. 물 공급 또한 문제로, 2000년에는 인구의 약 28%가 안전한 식수에 접근하지 못했다.

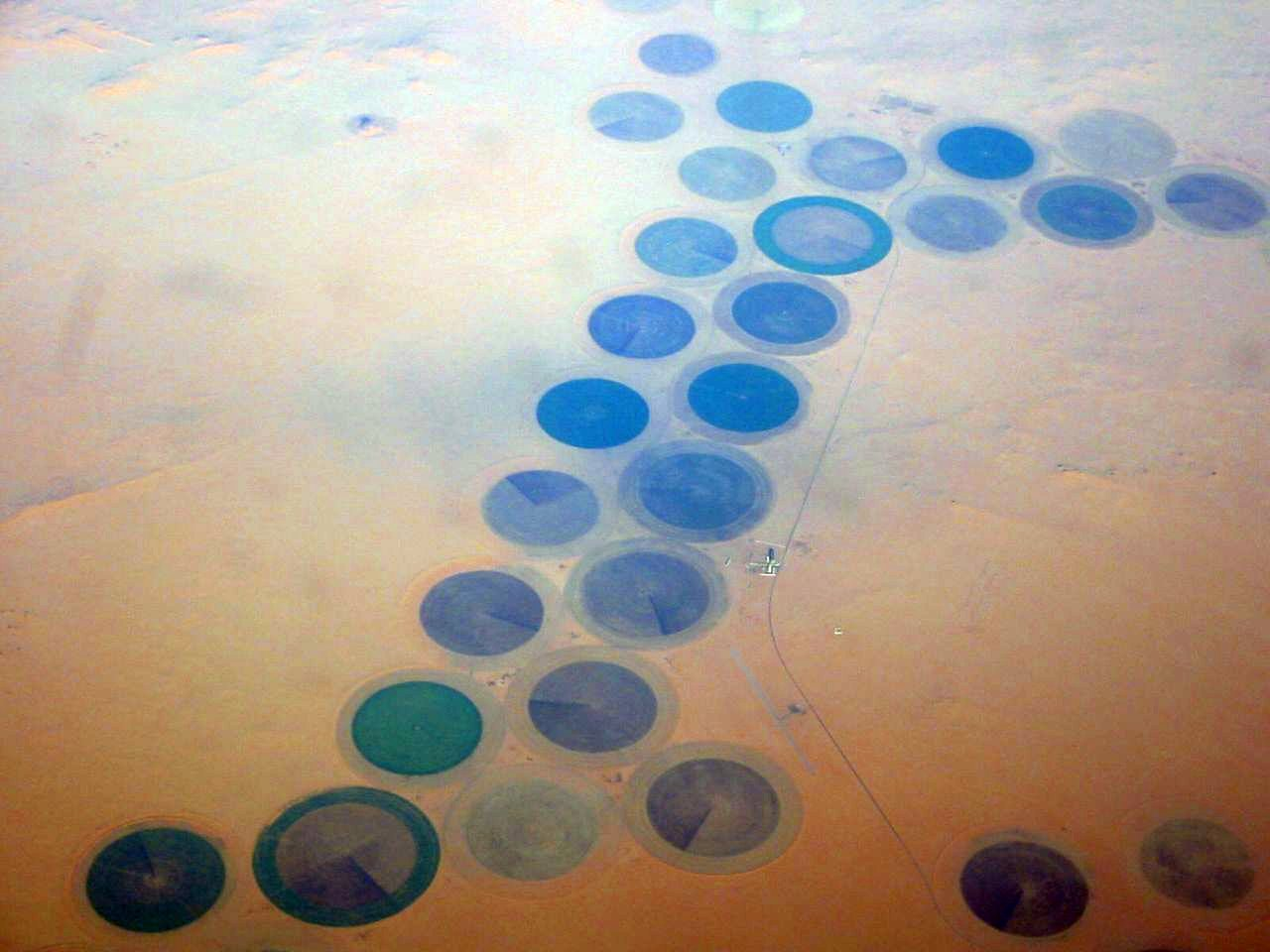
2008년 리비아 남동부 쿠프라의 센터 피봇 관개

두 개의 범아프리카 자동차 노선이 리비아를 통과하는데, 카이로-다카르 고속도로와 트리폴리-케이프타운 고속도로가 여기 속한다. 이 노선들은 리비아의 경제 발전에 기여했다.
리비아는 곡물 소비량의 최대 90%를 수입하며, 2012/13년 밀 수입량은 100만 톤으로 추정된다. 2012년 밀 생산량은 20만 톤으로 추정되었다. 정부는 2020년까지 식량 생산량을 80만 톤으로 늘리고자 하였다. 그러나 자연 및 환경으로 인해 농업 잠재생산량은 제한적이다. 1958년 이전에는 농업이 국가의 주요 수입원이었으며, GDP의 약 30%를 차지했다. 1958년 석유 발견과 함께 농업 부문은 빠르게 축소되어 2005년에는 GDP의 5% 미만을 차지했다.
1962년에 OPEC에 가입했다. WTO 회원국이 아니지만, 2004년에 가입 협상이 시작되었다. 1980년대 초 리비아는 세계에서 가장 부유한 국가 중 하나였으며, 1인당 GDP가 일부 선진국보다 높았다.

석유는 리비아의 주요 천연자원으로, 추정 매장량은 436억 배럴이다.

2000년대 초, 자마히리야 시대 관료들은 리비아를 세계 경제에 재통합하기 위한 경제 개혁을 단행했다. 유엔 제재는 2003년 9월 해제되었고, 리비아는 2003년 12월 대량살상무기 개발 프로그램을 포기하겠다고 발표했다. 다른 조치로는 세계무역기구 가입 신청, 보조금 감축, 민영화 계획 발표 등이 있었다.
2003년 이후 리비아는 정유, 관광, 부동산 등 여러 산업에서 100개 이상의 국영 기업을 민영화했으며, 이 중 29개는 100% 외국인 소유였다. 셸과 엑슨모빌을 포함한 많은 국제 석유 회사들이 이 나라로 돌아왔다. 제재 해제 후 항공 교통량이 점차 증가하여 2005년에는 연간 150만 명의 항공 여행객이 입국했다. 리비아는 엄격한 비자 요건으로 인해 서방 관광객들이 방문하기 매우 어려운 나라로 오랫동안 알려져 있었다.
2007년, 무아마르 카다피의 둘째 아들 사이프 이슬람 카다피는 키레네에 관광을 유치하고 이 지역의 고전기 그리스 유적을 보존하려는 녹색 개발 프로젝트인 그린 마운틴 지속 가능한 개발 지역에 참여했다. 2011년 8월, 리비아의 기반 시설을 재건하는 데 최소 10년이 걸릴 것으로 추정되었다. 2011년 전쟁 이전에도 카다피 행정부의 "완전한 방치"로 인해 리비아의 기반 시설은 열악한 상태였다고 국가과도위원회는 밝혔다. 2012년 10월까지 경제는 2011년 분쟁에서 회복되었으며, 석유 생산량은 거의 정상 수준으로 돌아왔다. 전쟁 전에는 하루 160만 배럴 이상을 생산했다. 2012년 10월까지 평균 석유 생산량은 하루 140만 배럴을 넘어섰다. 생산 재개는 토탈, 에니, 렙솔, 빈터샬, 옥시덴탈과 같은 주요 서방 기업들의 빠른 복귀 덕분에 가능했다. 2016년, 회사 발표에 따르면 다음 해에는 하루 90만 배럴을 목표로 한다. 석유 생산량은 4년간의 전쟁으로 인해 하루 160만 배럴에서 90만 배럴로 감소했다.
리비아 대수로는 세계 최대의 관개 프로젝트이다. 이 프로젝트는 파이프라인 시스템을 사용하여 리비아 남쪽의 누비아 사암 대수층 시스템에서 화석수를 트리폴리와 벵가지를 포함한 리비아 북부 지중해 해안의 인구 밀집 지역으로 퍼 올린다. 이 물은 리비아에서 사용되는 모든 민물의 70%를 공급한다. 2014년부터 2020년까지 지속된 제2차 리비아 내전 동안 수자원 기반시설은 방치와 가끔의 고장을 겪었다. 2017년까지 리비아 인구의 60%가 영양실조 상태였다. 그 이후로 전체 인구 710만 명 중 130만 명이 긴급 인도주의적 지원을 기다리고 있다.
2024년 3월, 리비아는 사업 개발을 적극적으로 장려하고 국내외 투자를 유치하고 있다. 경제 기반을 다각화하여 리비아의 장기적인 경제 안정과 번영을 확보하는 것을 목표로 한다. 재생 에너지, 에너지 효율, 지속 가능한 농업 및 생태 관광과 같은 녹색 산업을 수용하면 다양한 부문에서 새로운 고용 전망을 창출하여 특히 청년 실업 문제를 해결할 수 있는 잠재력이 있다고 평가된다.

## 인구와 주민
아랍인이 대부분을 차지하며, 남부에 소수의 베르베르인이 살고 있다. 리비아는 이슬람교가 국교이며 아랍어가 사용된다. 이탈리아인은 카다피가 집권하기 시작한 1969년 이후 대부분이 본국으로 철수했다. 아랍인, 베르베르인 뿐만 아니라 흑인을 비롯한 다른 민족들도 소수 거주한다. 공용어는 아랍어이다. 외국어로는 주로 영어가 쓰이나, 이탈리아의 지배를 받은 까닭으로 이탈리아어도 사용된다. 주민의 80%가 농경, 목축, 유목으로 생활하고 있었으나 석유가 채굴되기 시작하면서부터 도시로 유출하는 경향이 생겨 도시 노동자의 수가 증가하고 있다. 문해율은 84.2%이다.

## 종교

### 이슬람
이슬람교가 국교이며, 리비아의 무슬림은 전체 종교인의 97%를 차지한다. 이 나라는 이슬람 율법을 철저히 지키는 것으로 알려져 있다. 또한 리비아의 과거 국기-자마히리야 시절의 녹색 오직 한 색으로 이루어진 국기 역시 이슬람교를 상징하고 있다. 또한 리비아 과도국가위원회에서는 이슬람교를 국교로 정하겠다라고 밝혔다.

### 기독교
기독교 교회의 대부분은 오리엔탈 정교회인 콥트교회(Coptic Orthodox)이며, 6만 명이 콥트교회에서 신앙생활하는 기독교인들이다. 로마 가톨릭에서 신앙생활하는 기독교인들은 4만 명이며, 두 명의 주교가 지도한다. 소수의 성공회 교회가 있으며, 이집트 교구에 속해 있다.

### 유대교
리비아 유대인 공동체는 기원전 4세기에서 기원전 3세기 경에 형성된 것으로 여겨진다. 유대인들은 네부카드네자르 황제의 예루살렘 신전 파괴 이후 유다 왕국을 떠나 마그레브 지역으로 건너 온 것으로 알려져 있다. 이 시기 리비아 일대는 카르타고의 영역이었는데, 카르타고에 유대인이 수월하게 정착할 수 있었던 것은 서로 간의 언어적 동질성에 따른 것이다. 제르바의 유대인 공동체와 더불어, 10만 명의 유대인이 이집트로 강제 이송되었다가 이후 이집트 서쪽 지역에서 키레나이카로, 이후에는 마그레브로 옮겨 갔다. 당시까지 이집트의 변방이었던 키레나이카는 알렉산더 대왕의 정복 이후 그리스 왕조의 영향력에 속해 있었으며, 프톨레마이오스 왕조의 핍박으로 유대인들이 키레나이카에 거주하게 되었다.

## 대외 관계
리비아의 외교 정책은 1951년 12월 24일 국가 수립을 선언한 이래 많은 변동과 변화가 있었다. 왕국으로서, 리비아는 매우 친서방적인 태도를 취해왔다. 다만, 리비아는 1953년에 가입한 아랍 연맹의 회원국으로서 보수적인 전통을 고수하는 나라로 여겨진다. 리비아 정부는 영국 및 미국과 긴밀한 동맹을 맺고 있었으며, 양국은 리비아에 군사기지를 설치할 권한을 가지고 있었다. 리비아는 또한 프랑스, 이탈리아, 그리스와도 친밀한 유대관계를 구축하였고 1955년 소련과 완전한 외교 관계를 수립하였다.
그러나, 가다피 정권 수립 후에는 석유생산시설의 국유화, 대(對) 서방 도전행위 등으로 미국, 영국 등의 서방과의 관계가 점차 악화되다가, 1986년 이후부터 서방으로부터의 엄격한 경제제재를 당하였다. 그러나 개방이 시작된 2003년 이후부터는 서방과의 관계도 차츰 회복되었다. 한편 1986년~1987년 사이, 리비아는 "토요타 전쟁"이라고 불리는 차드와의 전쟁을 치렀다. Aouzou strip이라 불리는 영토를 사이에 둔 전쟁이었는데, 압도적인 무기체계에도 불구하고 리비아는 패배하고 말았다. 카다피는 2003년 12월 핵무기 의혹시설과 화학무기 등 대량살상무기를 모두 자진 폐기하고 국제원자력기구 등 국제기구의 사찰을 요구했다. 미국은 카다피의 아랍식 사회주의체제를 인정하고 경제봉쇄를 해제하고 테러지원국 명단에서 리비아를 삭제했다. 미국은 2006년 5월 15일 미-리비아 공식수교를 발표하면서 카다피의 "역사적 결단"을 높이 평가하였다.

### 대한관계
리비아는 남북한 동시수교국으로 대한민국과는 1978년 영사관계, 1980년에 대사관계로 수교하였으며 조선민주주의인민공화국과는 앞선 1974년에 수교하였다. 대한민국은 리비아와 의료협정, 문화협정, 경제기술협정을 맺었으며 현재 리비아 사막을 개발하고 있다.
2010년, 리비아에서 선교하던 한국인 선교사가 체포된 일이 있었다. 또한, 대한민국의 리비아 첩보 활동으로 관계가 냉각되고 있다. 그래서 리비아에 있는 대한민국의 건설업체의 지위도 흔들리고 있었다.
2011년 8월 24일, 대한민국 정부는 국가과도위원회(NTC)를 리비아 유일의 합법정부로 승인하였다.
2014년 7월 30일, 외교부는 리비아의 치안 악화 등을 이유로 여행금지국으로 지정하였다.
2018년 7월 리비아에서 무장단체 및 괴한들에게 납치된 외국인 중 한국인도 납치당했다.

#### 건설 사업
리비아의 대수로 공사가 1984년에 착공하여 지금도 건설하고 있다.

## 문화
리비아의 문화는 이슬람 문화이다. 이는 리비아의 사회주의에도 영향을 주어, '이슬람 사회주의'라는 독특한 이념을 형성하였다. 현재 리비아는 술을 팔지 않는 나라 중의 하나이다.

### 요리
기본적으로 아랍식 요리이나, 이탈리아의 식민지였던 관계로 파스타류도 많이 소비되고 있다.

## 교통
철도와 도로가 해안지역에서만 정비되어 있어, 사막 오지로의 교통은 곤란하다. 벵가지와 트리폴리에 국제공항이 있어 카이로, 로마, 튀니스 등지와 연결된다.

## 같이 보기
- 리비아 관련 문서 색인

### 내용주
1. ↑  i/ˈlɪbiə/, 아랍어: ليبيا Lībiyā[*], ar, 리비아 아랍어: [ˈliːb.jæ]. 모든 아랍어 방언은 두 개의 음절만 가지며 일반적으로 그렇게 발음된다.
2. ↑  아랍어: دولة ليبيا Dawlat Lībiyā[*][6][7][2]

### 참조주
1. ↑  43년만에… 리비아, 평화적 권력교체
2. 1 2 3 4 5  〈Libya〉. 《The World Factbook》. Central Intelligence Agency. 2024년 8월 7일. 2021년 1월 9일에 원본 문서에서 보존된 문서. 2024년 8월 19일에 확인함.
3. 1 2 3 4  “World Economic Outlook Database, April 2025” (영어).
4. ↑  “Human Development Report 2025” (PDF) (영어). 유엔 개발 계획. 2025년 5월 6일. 2025년 5월 6일에 원본 문서 (PDF)에서 보존된 문서. 2025년 5월 6일에 확인함.
5. ↑  2022
6. ↑  “Member States”. United Nations. 2021년 6월 29일에 원본 문서에서 보존된 문서. 2021년 2월 13일에 확인함. On 22 December 2017, the Permanent Mission of Libya to the United Nations formally notified the United Nations that the government is changing the official name of Libya to 'State of Libya.'
7. ↑  “Publications Office – Interinstitutional style guide – Annex A5 – List of countries, territories and currencies”. Europa (web portal). 2013년 8월 5일에 원본 문서에서 보존된 문서. 2016년 4월 1일에 확인함.
8. ↑  “Demographic Yearbook (3) Pop., Rate of Pop. Increase, Surface Area & Density” (PDF). United Nations Statistics Division. 2012년 11월 14일에 원본 문서 (PDF)에서 보존된 문서. 2013년 2월 5일에 확인함.
9. ↑  “Libya-Algeria”. 《Sovereign Limits》. 2023년 9월 28일에 원본 문서에서 보존된 문서. 2024년 4월 1일에 확인함.
10. ↑  “Libya Demographics Profile 2014”. 《Indexmundi.com》. 2015년 6월 30일. 2016년 3월 4일에 원본 문서에서 보존된 문서. 2016년 4월 1일에 확인함.
11. ↑  J. Desanges, "The proto-Berbers", pp. 236–245, especially p. 237, in General History of Africa, vol. II: Ancient Civilizations of Africa (UNESCO 1990).
12. ↑  “Libya — a tale of two governments, again”. 《Arab News》 (영어). 2022년 6월 11일. 2022년 8월 28일에 확인함.
13. ↑  “Rival second Libyan assembly chooses own PM as chaos spreads”. Reuters. 2014년 8월 25일. 2014년 8월 26일에 원본 문서에서 보존된 문서. 2014년 8월 25일에 확인함.
14. ↑  Chris Stephen. “Libyan parliament takes refuge in Greek car ferry”. 《가디언》. 2016년 4월 4일에 원본 문서에서 보존된 문서. 2016년 4월 1일에 확인함.
15. ↑  “Peace talks between Libyan factions to take place in Geneva”. 《Sun Herald》. 2015년 8월 7일. 2015년 8월 7일에 확인함.
16. ↑  “1969: Bloodless coup in Libya”. 1969년 9월 1일. 2011년 7월 20일에 원본 문서에서 보존된 문서. 2018년 10월 25일에 확인함.
17. ↑  Kafala, Tarik (2011년 10월 20일). “Gaddafi's quixotic and brutal rule”. BBC 뉴스. 2023년 4월 24일에 원본 문서에서 보존된 문서.
18. ↑  “Libyan government offensive in Benghazi stalls as Islamists dig in”. Reuters. 2015년 8월 6일. 2015년 8월 9일에 원본 문서에서 보존된 문서. 2015년 8월 7일에 확인함.
19. ↑  “Libyan Civil War: Two warring factions sign 'permanent' ceasefire”. 《The Daily Star》. 2020년 10월 24일. 2021년 4월 15일에 원본 문서에서 보존된 문서. 2021년 3월 5일에 확인함.
20. ↑  《Britannica Student Encyclopaedia》 (영어). Encyclopaedia Britannica, Inc. 2014년 5월 1일. ISBN 978-1-62513-172-0.
21. ↑  “Human Development Report 2023/24” (PDF) (영어). 유엔 개발 계획. 2024년 3월 13일. 2024년 3월 13일에 원본 문서 (PDF)에서 보존된 문서. 2024년 3월 13일에 확인함.
22. ↑  “World proven crude oil reserves by country, 1980–2004”. OPEC. 2012년 7월 11일에 원본 문서에서 보존된 문서. 2013년 2월 5일에 확인함.
23. ↑  Roberts, Peter (2006). 《HSC Ancient History》. Pascal Press. ISBN 9781741251784. 2021년 5월 31일에 원본 문서에서 보존된 문서. 2020년 5월 26일에 확인함.
24. ↑  "Bibliografia della Libia"; Bertarelli, p. 177.
25. ↑  Federal Research Division of the Library of Congress (1987), "Independent Libya" 보관됨 21 3월 2022 - 웨이백 머신, U.S. Library of Congress. Retrieved 14 July 2006.
26. ↑  “Great Socialist People's Libyan Arab Jamahiriya: Libya”. 《Geographical Names》. 2012년 1월 18일에 원본 문서에서 보존된 문서. 2011년 11월 1일에 확인함.
27. ↑  “الجماهيرية العربية الليبية الشعبية الاشتراكية: Libya”. 《Geographical Names》. 2014년 7월 24일에 원본 문서에서 보존된 문서. 2014년 2월 26일에 확인함.
28. ↑  “United Nations interoffice memorandum dated 16 September 2011 from Desmond Parker, Chief of Protocol, to Shaaban M. Shaaban, Under-Secretary-General for General Assembly and Conference Management, attaching memorandum from Stadler Trengove, Senior Legal Officer”. 국제 연합. 2011년 9월 16일. 2013년 1월 22일에 원본 문서에서 보존된 문서. 2013년 2월 5일에 확인함.
29. ↑  “ISO 3166-1 Newsletter VI-11: Name change for Libya” (PDF). International Organization for Standardization. 2011년 11월 8일. 2012년 1월 17일에 원본 문서 (PDF)에서 보존된 문서. 2011년 12월 13일에 확인함.
30. ↑  “"State of Libya" in UNTERM (United Nations terminology database)”. United Nations. 2018년 1월 5일에 원본 문서에서 보존된 문서. 2018년 1월 5일에 확인함.
31. ↑  Halsall, Paul (August 1998). “The Histories', Book IV.42–43”. Fordham University. 2013년 4월 9일에 원본 문서에서 보존된 문서. 2013년 2월 5일에 확인함.
32. ↑  “Cyrenaica and the Greeks”. Federal Research Division of the Library of Congress. 2012년 9월 22일에 원본 문서에서 보존된 문서. 2013년 2월 5일에 확인함.
33. ↑  “History of Libya”. The History Files. 2011년 10월 20일. 2013년 1월 28일에 원본 문서에서 보존된 문서. 2013년 2월 5일에 확인함.
34. 1 2 3 4 5  Bertarelli, p. 202.
35. 1 2 3  Bertarelli, p. 417.
36. 1 2  Rostovtzeff, Michael (1957). 《Social and Economic History of the Roman Empire》 2판. Oxford: Clarendon. 364쪽.
37. ↑  디오 카시우스, lxviii. 32
38. 1 2  Bertarelli, p. 278.
39. ↑  Hourani, Albert (2002). 《A History of the Arab Peoples》. Faber & Faber. 198쪽. ISBN 978-0-571-21591-1.
40. 1 2 3 4 5  Bertarelli, p. 203.
41. ↑  Hoppen, Alison (1979). 《The fortification of Malta by the Order of St. John, 1530–1798》. Scottish Academic Press. 25쪽.
42. ↑  Robert C. Davis (2003년 12월 5일). 《Christian Slaves, Muslim Masters: White Slavery in the Mediterranean, the Barbary Coast, and Italy, 1500–1800》. Palgrave Macmillan. ISBN 978-0-333-71966-4. 2012년 5월 31일에 확인함.
43. 1 2 3  Bertarelli, p. 204.
44. ↑  “Libyan tribe demands to prosecute Turkey for the massacres committed against its people, similar to that of the Armenians”. 《Horizon》. 2016년 10월 5일. 2019년 12월 21일에 원본 문서에서 보존된 문서.
45. 1 2 3  Bertarelli, p. 205.
46. ↑  “Timeline: Libya”. 《BBC News》. 2013년 1월 29일. 2011년 10월 23일에 원본 문서에서 보존된 문서. 2013년 2월 5일에 확인함.
47. ↑  〈Libya〉. 《Encyclopædia Britannica》. 2013년 4월 30일에 원본 문서에서 보존된 문서. 2013년 2월 5일에 확인함.
48. ↑  Libya profile – Timeline 보관됨 16 8월 2012 - 웨이백 머신, BBC 뉴스 아프리카, 2011년 11월 1일
49. ↑  Mann, Michael (2006). 《The Dark Side of Democracy: Explaining Ethnic Cleansing》. Cambridge University Press. 309쪽. ISBN 978-0521538541. 2017년 4월 16일에 원본 문서에서 보존된 문서. 2019년 7월 1일에 확인함.
50. ↑  일란 파페, The Modern Middle East. Routledge, 2005, ISBN 0-415-21409-2, p. 26.
51. ↑  Nanjira, Daniel Don (2010). 《African Foreign Policy and Diplomacy from Antiquity to the 21st Century》 (영어). ABC-CLIO. 207쪽. ISBN 978-0-313-37982-6.
52. ↑  Tecola W. Hagos (2004년 11월 20일). “Treaty Of Peace With Italy (1947), Evaluation And Conclusion”. Ethiopia Tecola Hagos. 2012년 12월 7일에 원본 문서에서 보존된 문서. 2013년 2월 5일에 확인함.
53. 1 2 3 4 5 6 7 8 9 10 11 12 13 14  “The Kingdom of Libya is Established”. 《History Today》. 2024년 7월 5일에 확인함.
54. 1 2  “Libya country profile”. 《BBC News》 (영국 영어). 2021년 3월 15일. 2021년 5월 6일에 원본 문서에서 보존된 문서. 2021년 3월 15일에 확인함.
55. 1 2 3 4  Schiller, Jon (2009년 11월 29일). 《Internet View of the Arabic World》 (영어). CreateSpace. 161쪽. ISBN 9781439263266. 2018년 3월 20일에 원본 문서에서 보존된 문서.
56. 1 2 3  Salak, Kira. “Rediscovering Libya”. National Geographic Adventure. 2011년 9월 23일에 원본 문서에서 보존된 문서.
57. 1 2 3 4 5  Bearman, Jonathan (1986). Qadhafi's Libya. London: Zed Books. p. 72
58. ↑  “Libya – History”. US Department of State's Background Notes. 2013년 1월 15일. 2019년 6월 4일에 원본 문서에서 보존된 문서. 2013년 2월 5일에 확인함.
59. ↑  Zoubir, Yahia H. (2009). 《Libya and Europe: Economic Realism at the Rescue of the Qaddafi Authoritarian Regime》. 《Journal of Contemporary European Studies》 17. 401–415 [403, 411]쪽. doi:10.1080/14782800903339354. S2CID 153625134.
60. 1 2 3 4 5 6 7 8 9 10 11 12 13 14  “Libya: History”. /globaledge.msu.edu (via 미시간 주립 대학교). 14 August 2011에 원본 문서에서 보존된 문서. 14 August 2011에 확인함.
61. ↑  Eljahmi, Mohamed (2006). 《Libya and the U.S.: Gaddafi Unrepentant》. 《미들 이스트 쿼터리》. 2011년 3월 2일에 원본 문서에서 보존된 문서.
62. ↑  “Comparative Criminology – Libya”. Crime and Society. 2011년 8월 7일에 원본 문서에서 보존된 문서. 2011년 7월 24일에 확인함.
63. ↑  Bearman, Jonathan (1986). Qadhafi's Libya. London: Zed Books
64. ↑  Banégas, Richard (2012년 1월 1일). 《La Libye révolutionnaire》 (프랑스어). KARTHALA Editions. 69쪽. ISBN 9782811106720. 2018년 3월 20일에 원본 문서에서 보존된 문서.
65. ↑  Krieger, Joel (2001년 8월 2일). 《The Oxford Companion to Politics of the World》 (영어). Oxford University Press, USA. 506쪽. ISBN 9780195117394. 2014년 6월 29일에 원본 문서에서 보존된 문서.
66. ↑  Wynne-Jones, Jonathan (2011년 3월 19일). “Libyan minister claims Gaddafi is powerless and the ceasefire is 'solid'”. 《The Daily Telegraph》 (London). 2011년 10월 29일에 원본 문서에서 보존된 문서. 2011년 10월 22일에 확인함.
67. ↑  Robbins, James (2007년 3월 7일). “Eyewitness: Dialogue in the desert”. 《BBC News》. 2011년 10월 22일에 확인함.
68. ↑  “Egypt Libya War 1977”. Onwar.com. 2012년 3월 24일에 원본 문서에서 보존된 문서. 2012년 12월 23일에 확인함.
69. ↑  “A Rogue Returns”. AIJAC. February 2003. 2003년 3월 1일에 원본 문서에서 보존된 문서.
70. ↑  “ICL - Libya - Declaration on the Establishment of the Authority of the People”. 2016년 3월 3일에 원본 문서에서 보존된 문서. 2016년 5월 16일에 확인함.
71. ↑  “African Countries by GDP Per Capita > GDP Per Capita (most recent) by Country”. 《nationmaster.com》. 2011년 7월 16일에 원본 문서에서 보존된 문서. 2011년 7월 24일에 확인함.
72. 1 2  Azad, Sher (2011년 10월 22일). “Gaddafi and the media”. 《Daily News》 (Colombo). 2011년 10월 25일에 원본 문서에서 보존된 문서. 2011년 10월 22일에 확인함.
73. ↑  “Zimbabwe: Reason Wafavarova – Reverence for Hatred of Democracy”. 《The Herald》 (Harare). 2011년 7월 21일. 2011년 11월 7일에 원본 문서에서 보존된 문서. 2011년 10월 23일에 확인함.
74. ↑  Shimatsu, Yoichi (2011년 10월 21일). “Villain or Hero? Desert Lion Perishes, Leaving West Explosive Legacy”. 뉴 아메리카 미디어. 2011년 10월 22일에 원본 문서에서 보존된 문서. 2011년 10월 23일에 확인함.
75. ↑  “Endgame in Tripoli”. 《The Economist》 (London). 2011년 2월 24일. 2011년 3월 7일에 원본 문서에서 보존된 문서.
76. ↑  Geoffrey Leslie Simons. 《Libya: the struggle for survival》. 281쪽.
77. ↑  St. John, Ronald Bruce (1992년 12월 1일). 《Libyan terrorism: the case against Gaddafi》. 《Contemporary Review》. 2011년 5월 11일에 원본 문서에서 보존된 문서.
78. 1 2 3 4  
  - Martínez, Luis (2007). 《The Libyan Paradox》. 컬럼비아 대학교 출판부. 71쪽. ISBN 978-0-231-70021-4.
  - Cordesman, Anthony H. (2002). 《A Tragedy of Arms – Military and Security Developments in the Maghreb》. 그린우드 출판 그룹. 2쪽. ISBN 978-0-275-96936-3.
79. ↑  “Live Blog – Libya”. Al Jazeera. 2011년 2월 17일. 2011년 2월 23일에 원본 문서에서 보존된 문서. 2011년 2월 23일에 확인함.
80. ↑  Pollack, Kenneth M., 편집. (2011년 1월 1일). 《The Arab awakening: America and the transformation of the Middle East》. Washington, DC: Brookings Institution. ISBN 9780815722267. 2021년 4월 15일에 원본 문서에서 보존된 문서. 2016년 11월 20일에 확인함.
81. ↑  Hussain1 Howard2, Muzammil M.1Philip N.2 (2013). 《Democracy's Fourth Wave?: Digital Media and the Arab Spring》. New York: Oxford University Press. 23쪽. ISBN 978-0-19-993697-7.
82. ↑  “The Council"International Recognition”. National Transitional Council (Libya).  1 March 2011. 26 September 2011에 원본 문서에서 보존된 문서. 23 October 2011에 확인함.
83. ↑  “Libya: France recognises rebels as government”. 《BBC News》. 2011년 3월 10일. 2011년 10월 23일에 원본 문서에서 보존된 문서. 2011년 10월 23일에 확인함.
84. ↑  Fahim, Kareem; Kirkpatrick, David D. (2011년 3월 9일). “Qaddafi Forces Batter Rebels in Strategic Refinery Town”. 《The New York Times》. 2011년 5월 6일에 원본 문서에서 보존된 문서. 2011년 3월 9일에 확인함.
85. ↑  The Independent, 9 March 2011 P.4
86. ↑  “Ban Ki-moon blasts Gaddafi; calls situation dangerous”. 《Hindustan Times》 (New Delhi). 2011년 2월 24일. 2011년 2월 27일에 원본 문서에서 보존된 문서. 2011년 2월 26일에 확인함.
87. ↑  “Some backbone at the U.N.”. 《Los Angeles Times》. 2011년 2월 26일. 2011년 3월 3일에 원본 문서에서 보존된 문서. 2011년 2월 26일에 확인함.
88. ↑  “Libya Expelled from UN Human Rights Council”. Sofia News Agency. 2011년 3월 2일. 2011년 5월 11일에 원본 문서에서 보존된 문서. 2011년 3월 2일에 확인함.
89. ↑  Jeffrey Scott Shapiro; Kelly Riddell (2015년 1월 28일). “Exclusive: Secret tapes undermine Hillary Clinton on Libyan war”. 《The Washington Times》. 2015년 2월 17일에 원본 문서에서 보존된 문서.
90. ↑  “Security Council authorizes 'all necessary measures' to protect civilians in Libya” (보도 자료). United Nations. 17 March 2011. 30 March 2011에 확인함. |보존url=이 잘못됨: timestamp (도움말)
91. ↑  Marcus, Jonathan (2011년 3월 19일). “French military jets open fire in Libya”. 《BBC News》. 2011년 3월 20일에 원본 문서에서 보존된 문서. 2011년 8월 20일에 확인함.
92. ↑  “NATO operations in Libya”. The Guardian, London, 22 May 2011. 2011년 5월 22일. 2014년 6월 24일에 원본 문서에서 보존된 문서. 2014년 6월 25일에 확인함.
93. ↑  Tirpak, John “Bombers Over Libya”. 2014년 6월 8일에 원본 문서에서 보존된 문서. Air Force Magazine: Journal of the Air Force Association, Vol. 94, No. 7, July 2011. Retrieved 26 June 2014
94. ↑  “The hidden story of airpower in Libya (and what it means for Syria)”. 《Foreign Policy》. 2013년 2월 11일. 2016년 3월 4일에 원본 문서에서 보존된 문서. 2016년 4월 1일에 확인함.
95. ↑  Richburg, Keith B. (2011년 8월 22일). “Gaddafi's rule crumbling as rebels enter heart of Tripoli”. 《The Washington Post》. 2012년 1월 23일에 원본 문서에서 보존된 문서.
96. ↑  Laub, Karin (2011년 9월 8일). “Libyan estimate: At least 30,000 died in the war”. 《The Guardian》 (London). Associated Press. 2013년 11월 4일에 원본 문서에서 보존된 문서. 2011년 11월 25일에 확인함.
97. ↑  Milne, Seumas (2011년 10월 26일). “If the Libyan war was about saving lives, it was a catastrophic failure | Seumas Milne”. 《The Guardian》. ISSN 0261-3077. 2017년 12월 1일에 원본 문서에서 보존된 문서. 2017년 11월 24일에 확인함.
98. ↑  “Armed militias still on the streets in Libya”. 《BBC News》. 30 December 2013에 원본 문서에서 보존된 문서.
99. ↑  Esam Mohamed (2012년 8월 8일). “Libya's transitional rulers hand over power”. 《보스턴 글로브》. AP (통신사). 2012년 12월 8일에 원본 문서에서 보존된 문서. 2012년 8월 8일에 확인함.
100. ↑  Zargoun, Taha (2012년 8월 25일). “Fighters bulldoze Sufi mosque in central Tripoli”. 《Reuters》. 2015년 10월 23일에 원본 문서에서 보존된 문서.
101. ↑  “Libya's Italian-era gazelle statue disappears in Tripoli”. 2014년 11월 4일. 2016년 8월 28일에 원본 문서에서 보존된 문서. 2016년 8월 19일에 확인함.
102. ↑  Stephen, Chris (2012년 3월 4일). “British war graves in Libya desecrated by Islamist militants”. 《The Guardian》. 2014년 3월 13일에 원본 문서에서 보존된 문서. 2016년 8월 19일에 확인함.
103. ↑  “2012 Benghazi attacks | History, Facts, & Information | Britannica”. 《www.britannica.com》 (영어). 2022년 1월 30일에 원본 문서에서 보존된 문서. 2022년 1월 30일에 확인함.
104. ↑  “4 hours of fire and chaos: How the Benghazi attack unfolded”. CNN. 2012년 9월 12일. 2015년 2월 21일에 원본 문서에서 보존된 문서. 2015년 2월 20일에 확인함.
105. ↑  Grant, George (2012년 10월 7일). “Congress dismisses Abushagur”. 《Libya Herald》. 2013년 8월 6일에 원본 문서에서 보존된 문서. 2012년 10월 7일에 확인함.
106. ↑  Zaptia, Sami (2012년 10월 7일). “Abushagur announces a smaller emergency cabinet”. 《Libya Herald》. 2013년 8월 9일에 원본 문서에서 보존된 문서. 2012년 10월 7일에 확인함.
107. ↑  “Libyan Prime Minister Mustafa Abu Shagur to stand down”. 《BBC News》. 2012년 10월 7일. 2012년 10월 7일에 원본 문서에서 보존된 문서. 2012년 10월 7일에 확인함.
108. ↑  Grant, George (2012년 10월 14일). “Ali Zidan elected prime minister”. 《Libya Herald》. 2013년 9월 29일에 원본 문서에서 보존된 문서. 2012년 10월 14일에 확인함.
109. ↑  “Libya congress approves new PM's proposed government”. 《Reuters》. 2012년 10월 31일. 2012년 11월 3일에 원본 문서에서 보존된 문서. 2012년 10월 31일에 확인함.
110. ↑  Zapita, Sami (2012년 11월 14일). “Zeidan government sworn in”. 《Libya Herald》. 2013년 8월 6일에 원본 문서에서 보존된 문서. 2013년 6월 3일에 확인함.
111. ↑  Kirkpatrick, David D (2014년 3월 17일). “U.S. Navy SEALs Take Control of Diverted Oil Tanker”. 《The New York Times》. 2014년 3월 21일에 원본 문서에서 보존된 문서. 2014년 3월 17일에 확인함.
112. ↑  “Libya ex-PM Zeidan 'leaves country despite travel ban'”. 《BBC》. 2014년 3월 12일. 2014년 3월 15일에 원본 문서에서 보존된 문서. 2014년 3월 16일에 확인함.
113. ↑  Kirkpatrick, David (2015년 2월 20일). “Ties to Islamic State Cited by Group in Libya Attacks”. 《The New York Times》. 2015년 2월 21일에 원본 문서에서 보존된 문서. 2015년 2월 20일에 확인함.
114. ↑  Dean, Laura (2015년 2월 20일). “How strong is the Islamic State in Libya?”. 《USA Today》. 2015년 2월 22일에 원본 문서에서 보존된 문서. 2015년 2월 20일에 확인함.
115. ↑  Loveluck, Louisa (2015년 2월 20일). “Isil loyalists claim responsibility for car bombs in Libya, killing at least 40 people”. 《The Daily Telegraph》 (London). 2015년 2월 21일에 원본 문서에서 보존된 문서. 2015년 2월 20일에 확인함.
116. ↑  Jawad, Rana (2014년 6월 26일). “Libyan elections: Low turnout marks bid to end political crisis”. BBC. 2014년 8월 12일에 원본 문서에서 보존된 문서. 2014년 8월 22일에 확인함.
117. ↑  “Former Libyan parliament reconvenes, elects Islamist premier”. Al Akhbar English. 2014년 8월 25일. 2014년 8월 26일에 원본 문서에서 보존된 문서. 2014년 8월 25일에 확인함.
118. ↑  “Libya's Islamist militias claim control of capital”. 《The Washington Post》. Associated Press. 2014년 8월 24일. 2014년 8월 25일에 원본 문서에서 보존된 문서. 2014년 8월 26일에 확인함.
119. ↑  Chris Stephen (2014년 9월 9일). “Libyan parliament takes refuge in Greek car ferry”. 《The Guardian》. 2014년 9월 16일에 원본 문서에서 보존된 문서. 2014년 9월 24일에 확인함.
120. ↑  Fanack (2015년 4월 22일). “Terrorism Increases in Libya as Politicians Talk”. 《Fanack.com》. 2015년 5월 18일에 원본 문서에서 보존된 문서. 2015년 5월 13일에 확인함.
121. ↑  Fadel Senna (2015년 9월 2일). “Bernardino Leon, Special Representative and Head of the United Nations Support Mission in Libya, delivers a speech during UN-brokered talks in Skhirat, Morocco, on August 28, 2015 | View photo – Yahoo News”. Yahoo! News. 2016년 4월 1일에 확인함.
122. ↑  “Video: Remarks by SRSG Bernardino Leon on Talks”. 2015년 1월 27일. 2016년 3월 4일에 원본 문서에서 보존된 문서. 2015년 9월 9일에 확인함.
123. ↑  “OHCHR in Libya”. 《Ohchr.org》. 2012년 9월 17일. 2016년 4월 24일에 원본 문서에서 보존된 문서. 2016년 4월 1일에 확인함.
124. ↑  “15 July 2015, Security Council briefing on the situation in Libya, Special Representative of the Secretary-General for Libya Bernardino Leon | Department of Political Affairs”. United Nations. 2015년 7월 15일. 2015년 10월 23일에 원본 문서에서 보존된 문서. 2016년 4월 1일에 확인함.
125. ↑  Miles, Tom (2015년 9월 4일). “U.N. sees Libya talks entering final mile, eyes Sept. 20 deal”. 《Reuters》. 2015년 10월 23일에 원본 문서에서 보존된 문서. 2016년 4월 1일에 확인함.
126. ↑  “United Nations Official Document”. United Nations. 2016년 6월 4일에 원본 문서에서 보존된 문서. 2016년 4월 1일에 확인함.
127. ↑  “Human Rights Council adopts eight resolutions and closes twenty-eighth session”. 《Ohchr.org》. 2016년 4월 24일에 원본 문서에서 보존된 문서. 2016년 4월 1일에 확인함.
128. ↑  “OHCHR Investigation on Libya”. 《Ohchr.org》. 2014년 1월 1일. 2016년 4월 1일에 원본 문서에서 보존된 문서. 2016년 4월 1일에 확인함.
129. ↑  “African migrants fear for future as Italy struggles with surge in arrivals”. 《Reuters》. 2017년 7월 18일. 2019년 4월 2일에 원본 문서에서 보존된 문서. 2018년 8월 29일에 확인함.
130. ↑  “What will Italy's new government mean for migrants?”. 《The Local Italy》. 2018년 5월 21일. 2019년 4월 1일에 원본 문서에서 보존된 문서. 2018년 8월 29일에 확인함.
131. ↑  “Libya's rival leaders agree to hold elections in December”. Al Jazeera. 2020년 9월 18일에 원본 문서에서 보존된 문서. 2018년 7월 1일에 확인함.
132. ↑  “Clashes erupt south of Libyan capital”. 2019년 4월 20일. 2025년 7월 12일에 원본 문서에서 보존된 문서. 2019년 4월 20일에 확인함.
133. ↑  “Libya government forces capture key town from Haftar's fighters”. 《The Defense Post》. 2019년 6월 27일. 2021년 5월 26일에 원본 문서에서 보존된 문서. 2019년 6월 27일에 확인함.
134. ↑  “Sarraj announces launch of Operation Peace Storm in response to Haftar attacks”. 《The Union Journal》. 2021년 6월 23일에 원본 문서에서 보존된 문서. 2020년 3월 27일에 확인함.
135. ↑  “UAE implicated in lethal drone strike in Libya”. 《BBC News》. 2020년 8월 28일. 2020년 12월 11일에 원본 문서에서 보존된 문서. 2020년 8월 28일에 확인함.
136. ↑  “Turkey and UAE openly flouting UN arms embargo to fuel war in Libya”. 《The Guardian》. 2020년 10월 7일. 2021년 6월 27일에 원본 문서에서 보존된 문서. 2020년 10월 7일에 확인함.
137. ↑  Nebehay, Stephanie; McDowall, Angus (2020년 10월 23일).  Jones, Gareth; Maclean, William, 편집. “Warring Libya rivals sign truce but tough political talks ahead”. 《로이터》. 2021년 2월 3일에 원본 문서에서 보존된 문서. 2021년 4월 21일에 확인함.
138. ↑  “Why Libya's election got postponed: A quick guide”. 《Al Jazeera》. 2021년 12월 23일. 2022년 4월 28일에 원본 문서에서 보존된 문서. 2022년 4월 28일에 확인함.
139. ↑  Magdy, Samy (2022년 4월 18일). “Libya's largest oil field closed as turmoil intensifies”. 《ABC 뉴스》. 2022년 4월 19일에 원본 문서에서 보존된 문서. 2022년 4월 18일에 확인함.
140. ↑  “Libya protesters storm parliament building in Tobruk”. 《BBC News》 (영국 영어). 2022년 7월 2일. 2022년 7월 4일에 원본 문서에서 보존된 문서. 2022년 7월 4일에 확인함.
141. ↑  “A year on, rebuilding Libya's flood-hit Derna plagued by politics”. 알 모니터. 2024년 9월 7일. 2024년 9월 8일에 확인함.
142. ↑  Ndebele, Lenin. “A storm caused devastation in Libya, but politics may be its biggest problem in the aftermath”. News24. 2023년 10월 4일에 원본 문서에서 보존된 문서. 2023년 10월 4일에 확인함.
143. ↑  “Libyan Government reinstates morality police”. 《Middle East Eye》 (미국 영어). 2024년 11월 12일에 확인함.
144. ↑  “Libya Background”. Education Libya. 2004년 3월 30일. 2004년 4월 26일에 원본 문서에서 보존된 문서.
145. ↑  “Field Listings – Coastlines”. 《The World Factbook》. 2017년 7월 16일에 원본 문서에서 보존된 문서. 2013년 2월 5일에 확인함.
146. ↑  “Weather and Climate in Libya”. Southtravels.com. 2013년 6월 5일에 원본 문서에서 보존된 문서. 2012년 12월 23일에 확인함.
147. ↑  Dinerstein, Eric;  외. (2017). 《An Ecoregion-Based Approach to Protecting Half the Terrestrial Realm》. 《BioScience》 67. 534–545쪽. doi:10.1093/biosci/bix014. ISSN 0006-3568. PMC 5451287. PMID 28608869.
148. ↑  “Old Town of Ghadames (1986) Libyan Arab Jamahirya”. 《World Cultural Heritage》. 2006년 7월 20일. 2016년 8월 10일에 원본 문서에서 보존된 문서. 2016년 8월 10일에 확인함.
149. ↑  University of Notre Dame (2022). “ND-GAIN Country Index”. 《Notre Dame Global Adaptation Initiative》. 2025년 3월 5일에 확인함.
150. 1 2  UNDP; UNICEF; IOM UN Migration; COP 27 (October 2022). “UN Climate Change Fact Sheet: Libya” (PDF).
151. ↑  UNDP. “Libya: Environment and Climate Change”. 《UNDP》 (영어). 2025년 3월 5일에 확인함.
152. ↑  World Bank Climate Change Knowledge Portal. “Libya”. 《climateknowledgeportal.worldbank.org》 (영어). 2025년 3월 5일에 확인함.
153. ↑  “Le Maghreb prend conscience du déclin de sa biodiversité”. 2020년 8월 4일. 2021년 4월 15일에 원본 문서에서 보존된 문서. 2020년 10월 13일에 확인함.
154. ↑  “Libya”. 《reports.unocha.org》 (영어). 2021년 8월 26일. 2023년 4월 5일에 원본 문서에서 보존된 문서. 2023년 7월 19일에 확인함.
155. 1 2 3  András Zboray. “Flora and Fauna of the Libyan Desert”. Fliegel Jezerniczky Expeditions. 2012년 12월 8일에 원본 문서에서 보존된 문서. 2013년 2월 5일에 확인함.
156. ↑  “How Hot is Hot?”. Extreme Science. 2013년 2월 2일에 원본 문서에서 보존된 문서. 2013년 2월 5일에 확인함.
157. 1 2  “World: Highest Temperature”. 《World Weather / Climate Extremes Archive》. Arizona State University. 2012. 2013년 1월 4일에 원본 문서에서 보존된 문서. 2013년 1월 15일에 확인함.
158. 1 2  El Fadli, KI;  외. (September 2012). 《World Meteorological Organization Assessment of the Purported World Record 58 °C Temperature Extreme at El Azizia, Libya (13 September 1922)》. 《Bulletin of the American Meteorological Society》 94. 199쪽. Bibcode:2013BAMS...94..199E. doi:10.1175/BAMS-D-12-00093.1. ISSN 0003-0007.
159. ↑  Westcott, Tom (2012년 9월 15일). “Libya loses 'world's hottest place' record”. 《Libya Herald》. 2013년 8월 20일에 원본 문서에서 보존된 문서.
160. ↑  “Fossil Water in Libya”. NASA. 2013년 2월 18일에 원본 문서에서 보존된 문서. 2013년 2월 5일에 확인함.
161. ↑  Cigolini, C, C Laiolo, and M Rossetti (2012) Endogenous and nonimpact origin of the Arkenu circular structures (al-Kufrah basin-SE Libya) Meteoritics & Planetary Science. 47(11):1772–1788.
162. ↑  “Libya mired in chaos 10 years after Arab Spring”. 《프랑스 24》. 2021년 2월 10일. 2021년 2월 10일에 원본 문서에서 보존된 문서. 2022년 2월 14일에 확인함.
163. ↑  “10 years since Kadhafi death, stability still eludes Libya”. 《프랑스 24》. 2021년 10월 19일. 2021년 10월 19일에 원본 문서에서 보존된 문서. 2022년 2월 14일에 확인함.
164. ↑  “Feature: Libyans struggling in poverty, chaos 10 years after NATO intervention”. 《신화통신사》. 2021년 5월 7일. 2022년 2월 14일에 원본 문서에서 보존된 문서. 2022년 2월 14일에 확인함.
165. ↑  “Libya's Second Civil War: How did it come to this?”. 《Conflict News》. 2015년 3월 20일에 원본 문서에서 보존된 문서. 2015년 3월 22일에 확인함.National Post View (2015년 2월 24일). “National Post View: Stabilizing Libya may be the best way to keep Europe safe”. 《National Post》. 2015년 3월 17일에 원본 문서에서 보존된 문서. 2015년 3월 22일에 확인함.
166. ↑  Pelham, Nicolas (February 2015). “Libya Against Itself”. 《뉴욕 서적 검토》. 2022년 10월 14일에 원본 문서에서 보존된 문서. 2015년 2월 18일에 확인함.
167. ↑  Fadel, L. "Libya's Crisis: A Shattered Airport, Two Parliaments, Many Factions". 보관됨 2015-04-26 - 웨이백 머신
168. ↑  “Legislative Branch”. 《The World Factbook》. 2017년 10월 11일에 원본 문서에서 보존된 문서.
169. ↑  “Libya's ex-parliament reconvenes, appoints Omar al-Hasi as PM”. 《Reuters》. 2014년 8월 25일. 2015년 4월 2일에 원본 문서에서 보존된 문서. 2015년 3월 4일에 확인함.
170. ↑  “Egypt reiterates support for 'Libya's legitimate institutions' amid deepening crisis”. 《Daily News Egypt》. 2014년 12월 28일. 2015년 4월 8일에 원본 문서에서 보존된 문서. 2015년 3월 4일에 확인함.
171. 1 2  “Encouraging Libyan women to play a greater role in politics”. Radio France Internationale. 2013년 2월 4일. 2013년 5월 1일에 원본 문서에서 보존된 문서.
172. ↑  Stephen, Chris (2012년 7월 10일). “Muslim Brotherhood fell 'below expectations' in Libyan elections”. 《The Guardian》 (London). 2013년 11월 9일에 원본 문서에서 보존된 문서. 2013년 2월 5일에 확인함.
173. 1 2  “The knack of organisation”. 《The Economist》 (London). 2013년 1월 12일. 2018년 1월 8일에 원본 문서에서 보존된 문서.
174. ↑  “In Libya, New Government Has Expressed Determination to Tackle Major Internal Problems, Including Precarious Security Situation, Security Council Told” (보도 자료). United Nations. 2013년 1월 29일. 2013년 12월 12일에 원본 문서에서 보존된 문서. 2017년 6월 28일에 확인함.
175. ↑  “Congress votes to replace itself with new House of Representatives”. 《Libya Herald》. 2014년 3월 30일. 2014년 3월 31일에 원본 문서에서 보존된 문서. 2014년 4월 1일에 확인함.
176. ↑  “Libya”. 《Freedom in the World 2013》. Freedom House. 2013년 1월 9일. 2013년 2월 3일에 원본 문서에서 보존된 문서.
177. ↑  “Libya”. Law.emory.edu. 2013년 2월 12일에 원본 문서에서 보존된 문서. 2013년 2월 18일에 확인함.
178. ↑  “Libya Gender Equality Profile” (PDF). Unicef. 2013년 5월 2일에 원본 문서 (PDF)에서 보존된 문서.
179. ↑  “Libya moved from dictatorship to non-state: U.N. envoy”. Al Arabiya News. 2014년 12월 2일. 2014년 12월 16일에 원본 문서에서 보존된 문서. 2014년 12월 4일에 확인함.
180. 1 2  Kingsley, Patrick. “Libyan politicians sign UN peace deal to unify rival governments”. 《가디언》. 2015년 12월 17일에 원본 문서에서 보존된 문서. 2016년 4월 1일에 확인함.
181. ↑  “Libyan deal on course, but who is on board?”. Al Arabiya. 2015년 12월 25일. 2016년 1월 28일에 원본 문서에서 보존된 문서. 2016년 4월 1일에 확인함.
182. 1 2 3  “UN-led Libya forum selects new interim government”. 《www.aljazeera.com》 (영어). 2021년 2월 20일에 원본 문서에서 보존된 문서. 2021년 2월 5일에 확인함.
183. 1 2 3 4 5 6  “Libya crisis: Vote to unite splintered nation”. 《BBC News》 (영국 영어). 2021년 2월 5일. 2021년 4월 15일에 원본 문서에서 보존된 문서. 2021년 2월 5일에 확인함.
184. ↑  “Interim leader Abdul Hamid Dbeibah to run for Libyan presidency”. 《www.aljazeera.com》 (영어). 2021년 11월 23일에 원본 문서에서 보존된 문서. 2021년 12월 19일에 확인함.
185. ↑  “Tripoli Appeals Court reinstates Dbeibah as presidential candidate | The Libya Observer”. 《www.libyaobserver.ly》 (영어). 2021년 12월 2일에 원본 문서에서 보존된 문서. 2021년 12월 19일에 확인함.
186. ↑  “Libyan court reinstates Saif Gaddafi as presidential candidate”. 《www.aljazeera.com》 (영어). 2023년 9월 24일에 원본 문서에서 보존된 문서. 2021년 12월 21일에 확인함.
187. ↑  “Saif Al-Islam Gaddafi back in Libya presidential election race | The Libya Observer”. 《www.libyaobserver.ly》 (영어). 2021년 12월 6일에 원본 문서에서 보존된 문서. 2021년 12월 21일에 확인함.
188. ↑  “Libya elections: Delay called for in presidential poll”. 《BBC News》 (영국 영어). 2021년 12월 22일. 2021년 12월 22일에 원본 문서에서 보존된 문서. 2021년 12월 23일에 확인함.
189. 1 2  “Fears of Libya violence as UN races to manage election postponement”. 《the Guardian》 (영어). 2021년 12월 21일. 2023년 4월 4일에 원본 문서에서 보존된 문서. 2021년 12월 23일에 확인함.
190. ↑  “UK's ambassador drawn into Libyan political crisis after elections called off”. 《the Guardian》 (영어). 2021년 12월 26일. 2023년 8월 24일에 원본 문서에서 보존된 문서. 2021년 12월 28일에 확인함.
191. ↑  “Libyan parliament delays next move amid election chaos”. 《Reuters》 (영어). 2021년 12월 27일. 2023년 4월 3일에 원본 문서에서 보존된 문서. 2021년 12월 28일에 확인함.
192. ↑  “Independent Libya”. Federal Research Division of the Library of Congress. 2012년 9월 22일에 원본 문서에서 보존된 문서. 2013년 2월 5일에 확인함.
193. ↑  Zoubir, Yahia (2009). 《Libya and Europe: Economic Realism at the Rescue of the Qaddafi Authoritarian Regime》. 《Journal of Contemporary European Studies》 17. 401–415쪽. doi:10.1080/14782800903339354. S2CID 153625134.
194. ↑  Abadi, Jacob (2000). “Pragmatism and Rhetoric in Libya's Policy Toward Israel”. The Journal of Conflict Studies: Volume XX Number 1 Fall 2000, University of New Brunswick. 2012년 3월 30일에 원본 문서에서 보존된 문서. 2013년 2월 5일에 확인함.
195. ↑  Idi Amin; Benoni Turyahikayo-Rugyema (1998). 《Idi Amin speaks: an annotated selection of his speeches》. African Studies Program, University of Wisconsin-Madison. ISBN 978-0-942615-38-8.
196. ↑  Joseph T. Stanik (2003). 《El Dorado Canyon: Reagan's undeclared war with Qaddafi》. Naval Institute Press. ISBN 978-1-55750-983-3.
197. 1 2  Lee Davis, Brian (1990). 《Qaddafi, terrorism, and the origins of the U.S. attack on Libya》. Bloomsbury Academic. 16쪽. ISBN 9780275933029.
198. ↑  “How the mighty are falling”. 《The Economist》 (London).  5 July 2007. 12 October 2007에 원본 문서에서 보존된 문서. 17 July 2007에 확인함.
199. ↑  “Gaddafi Given Yugoslavia's Top Medal By Milosevic”. Reuters. 1999년 10월 26일. 2011년 5월 15일에 원본 문서에서 보존된 문서.
200. ↑  Rayner, Gordon (2010년 8월 28일). “Yvonne Fletcher killer may be brought to justice”. 《The Daily Telegraph》 (London). 2010년 8월 31일에 원본 문서에서 보존된 문서.
201. ↑  Lee Davis, Brian. 《Qaddafi, terrorism, and the origins of the U.S. attack on Libya.》. 183쪽.
202. ↑  President Ronald Reagan (10 March 1982). “Proclamation 4907 – Imports of Petroleum”. US Office of the Federal Register.  6 March 2008에 원본 문서에서 보존된 문서.
203. ↑  “Blair hails new Libyan relations”. 《BBC News》. 2004년 3월 25일. 2013년 3월 7일에 원본 문서에서 보존된 문서. 2013년 2월 5일에 확인함.
204. ↑  Marcus, Jonathan (2006년 5월 15일). “Washington's Libyan fairy tale”. 《BBC News》. 2013년 1월 16일에 원본 문서에서 보존된 문서. 2013년 2월 5일에 확인함.
205. ↑  Leverett, Flynt (2004년 1월 23일). “Why Libya Gave Up on the Bomb”. 《The New York Times》. 2011년 4월 1일에 원본 문서에서 보존된 문서. 2011년 2월 24일에 확인함.
206. ↑  “Gaddafi warns Sudan secession would be dangerous for Africa”. 《France 24》. 2010년 10월 10일. 2021년 6월 28일에 원본 문서에서 보존된 문서. 2021년 6월 25일에 확인함.
207. ↑  “Libya rejects EU plans for migrant centers on its territory”. 《Reuters》. 2018년 7월 20일. 2018년 8월 29일에 원본 문서에서 보존된 문서. 2018년 8월 29일에 확인함.
208. ↑  “Libyan authorities oppose EU migrant plans”. 《EUobserver》. 2017년 2월 8일. 2021년 5월 26일에 원본 문서에서 보존된 문서. 2018년 8월 29일에 확인함.
209. ↑  “Chapter XXVI: Disarmament – No. 9 Treaty on the Prohibition of Nuclear Weapons”. United Nations Treaty Collection. 2017년 7월 7일. 2019년 8월 6일에 원본 문서에서 보존된 문서. 2019년 8월 16일에 확인함.
210. ↑  Allahoum, Ramy (2018년 9월 9일). “Q&A: What's next for Libya?”. Al Jazeera. 2020년 8월 3일에 원본 문서에서 보존된 문서. 2018년 9월 9일에 확인함.
211. ↑  Worth, Robert F. (2012년 5월 13일). “In Libya, the Captors Have Become the Captive”. 《The New York Times》. 2012년 5월 24일에 원본 문서에서 보존된 문서. 2012년 5월 24일에 확인함.
212. ↑  “US-backed force in Libya face challenges”. 《The Guardian》 (London). 2012년 11월 13일. 2016년 12월 27일에 원본 문서에서 보존된 문서.
213. ↑  “Libyans lament their missing army”. Al Jazeera. 2012년 10월 19일. 2013년 1월 24일에 원본 문서에서 보존된 문서.
214. ↑  Mohamed, Esam; Alfitory, Osama (2012년 9월 23일). “Libya orders 'illegitimate' militias to disband”. Yahoo! News. Associated Press. 2016년 3월 5일에 원본 문서에서 보존된 문서.
215. 1 2 3  “The party and the hangover”. 《The Economist》 (London). 2013년 2월 23일. 2013년 2월 22일에 원본 문서에서 보존된 문서. 2013년 2월 21일에 확인함.
216. ↑  Libyan General Information Authority 보관됨 2011-02-24 - 웨이백 머신, 2009년 7월 22일 발표
217. ↑  〈Libya: Events of 2015〉. 《Libya》. Human Rights Watch. 2016년 1월 11일. 2016년 12월 16일에 원본 문서에서 보존된 문서.
218. ↑  “2021 World Press Freedom Index”. 국경 없는 기자회. 2022년 4월 27일에 원본 문서에서 보존된 문서. 2022년 4월 28일에 확인함.
219. ↑  “Here are the 10 countries where homosexuality may be punished by death”. 《The Washington Post》. 2016년 6월 16일. 2016년 11월 11일에 원본 문서에서 보존된 문서.
220. 1 2 3 4 5  “Oil production boosts Libya economy, instability hampers reconstruction”. 《The Daily Star》. 2012년 10월 20일. 2013년 2월 9일에 원본 문서에서 보존된 문서.
221. ↑  “Libya – Analysis”. U.S. Energy Information Administration. 2012년 12월 9일에 원본 문서에서 보존된 문서.
222. ↑  “Oil rents (% of GDP) - Libya | Data”. 《data.worldbank.org》. 2018년 1월 30일에 원본 문서에서 보존된 문서.
223. 1 2 3  “Libya facts and figures”. OPEC. 2014년 5월 19일에 원본 문서에서 보존된 문서.
224. ↑  Jones, Matthew W.; Peters, Glen P.; Gasser, Thomas; Andrew, Robbie M.; Schwingshackl, Clemens; Gütschow, Johannes; Houghton, Richard A.; Friedlingstein, Pierre; Pongratz, Julia (2024년 11월 13일), 《National contributions to climate change due to historical emissions of carbon dioxide, methane and nitrous oxide》, doi:10.5281/zenodo.14054503, 2025년 3월 5일에 확인함
225. ↑  UNICEF (September 2022). “UNICEF Libya Water Scarcity and Climate Change: an analysis on WASH enabling environment in Libya”. 《UNICEF Middle East and North Africa》. 2024년 11월 14일에 확인함.
226. ↑  “Climate Vulnerability in Libya: Building Resilience Through Local Empowerment”. 《Carnegie Endowment for International Peace》 (영어). 2024년 11월 14일에 확인함.
227. ↑  “Environment and Climate Change”. 《UNDP》 (영어). 2025년 3월 5일에 확인함.
228. ↑  “Upper Middle Income Economies”. World Bank. 2013년 2월 5일에 확인함. |보존url=이 잘못됨: timestamp (도움말)
229. ↑  “Libyan Arab Jamahiriya Report”. 유엔 인권 최고대표사무소. 2013년 9월 14일에 원본 문서에서 보존된 문서. 2013년 2월 5일에 확인함.
230. ↑  “Libya on Recovery Path but Faces Long Rebuilding Effort”. IMF. 2012. 2013년 2월 5일에 원본 문서에서 보존된 문서.
231. 1 2  “Libya”. 국제 노동 기구. 2012년 12월 24일에 원본 문서에서 보존된 문서.
232. 1 2  “Libya”. African Economic Outlook. 2013년 3월 26일에 원본 문서에서 보존된 문서.
233. ↑  “Libya's Jobless Rate at 20.7 Percent”. Reuters Africa. 2009년 3월 2일. 2012년 10월 20일에 원본 문서에서 보존된 문서. 2013년 2월 5일에 확인함.
234. ↑  “More men unemployed than women in Libya: report”. Al Arabiya. 2012년 3월 18일. 2012년 5월 2일에 원본 문서에서 보존된 문서. 2013년 2월 5일에 확인함.
235. ↑  “Safe Drinking Water” (PDF). WHO/UNIADF Joint Monitoring Programme. 2000. 2012년 11월 14일에 원본 문서 (PDF)에서 보존된 문서. 2013년 2월 5일에 확인함.
236. 1 2 3 4  “Country Brief on Libya”. FAO Global Information and Early Warning System on Food and Agriculture. 2012년 11월 11일에 원본 문서에서 보존된 문서.
237. ↑  “Olive Oil – Libya's Other Oil Economy”. VOA News. 2012년 8월 6일에 원본 문서에서 보존된 문서. 2013년 2월 5일에 확인함.
238. ↑  “Libya – Trade”. European Commission. 2013년 2월 13일에 원본 문서에서 보존된 문서.
239. ↑  Philips' Modern School Atlas, 1987, 1983 GNP per capita figures are quoted in a list.
240. ↑  "In a pure coincidence, Gaddafi impeded U.S. oil interests before the war" 보관됨 27 7월 2011 - 웨이백 머신, Glenn Greenwald. Salon. 11 June 2011. Retrieved 11 June 2011
241. ↑  “WTO go-ahead for Libya talks”. BBC. 2004년 7월 27일. 2013년 6월 17일에 원본 문서에서 보존된 문서. 2012년 5월 21일에 확인함.
242. ↑  Cohn, Carolyn (2009년 7월 24일). “Libya expects nearly $2 bln in new FDI”. Reuters Africa. 2012년 10월 20일에 원본 문서에서 보존된 문서. 2013년 2월 5일에 확인함.
243. ↑  “Shell returns to Libya with gas exploration pact”. Oil & Gas News. 2005년 5월 15일. 2005년 5월 13일에 원본 문서에서 보존된 문서.
244. ↑  Jawad, Rana (2006년 5월 31일). “Libyan aviation ready for take-off”. 《BBC News》. 2013년 4월 10일에 원본 문서에서 보존된 문서. 2013년 2월 5일에 확인함.
245. ↑  Bangs, Richard; Ammar Mabrouk Eltaye. “Libya sees thriving tourism industry ahead”. 《NBC News》. 2020년 9월 24일에 원본 문서에서 보존된 문서. 2007년 10월 10일에 확인함.
246. ↑  Rosenthal, Elisabeth (2007년 10월 16일). “A Green Resort Is Planned to Preserve Ruins and Coastal Waters”. 《The New York Times》. 2016년 12월 27일에 원본 문서에서 보존된 문서.
247. ↑  “Libyan sovereign wealth fund 'missing $2.9bn'”. 《BBC News》. 2011년 8월 26일. 2013년 1월 18일에 원본 문서에서 보존된 문서. 2013년 2월 5일에 확인함.
248. ↑  “As The Power Struggle Endures, Libya Eyes 900,000 Bpd Oil Output”. 2016년 12월 9일에 원본 문서에서 보존된 문서.
249. ↑  Guinness World Records 2008 Book 보관됨 24 9월 2015 - 웨이백 머신. ISBN 978-1-904994-18-3
250. ↑  Moutaz Ali (2017). “The Eighth Wonder of the World?”. 《Quantara.de》. 2021년 12월 19일에 원본 문서에서 보존된 문서. 2021년 7월 18일에 확인함.
251. ↑  In battle for Libya's oil, water becomes a casualty 보관됨 18 7월 2021 - 웨이백 머신. Reuters. 2 July 2019.
252. ↑  “Libye : Les terribles séquelles de l'intervention de l'OTAN”. 2019년 11월 11일. 2021년 4월 21일에 원본 문서에서 보존된 문서. 2020년 10월 13일에 확인함.
253. ↑  “Expert in Design a green investment framework for Libya (H/F)”. 《expertise-france.gestmax.fr》 (영어). 2024년 3월 27일에 원본 문서에서 보존된 문서. 2024년 3월 27일에 확인함.
254. ↑  주섭일 (2007). 《김정일과 부시의 대타협》. 두리미디어. 269쪽. ISBN 978-89-7715-166-6. 라이스 미 국무장관은 2006년 5월 15일 미-리비아 공식수교를 발표하면서 카다피의 ‘역사적 결단’을 높이 평가하고 이란과 북한에 대해 리비아와 같이 핵무기 프로그램 등 대량살상무기의 자진 폐기를 촉구했다. 카다피는 2003년 12월 핵무기 의혹시설과 화학무기 등 대량살상무기를 모두 자진 폐기하고 국제원자력기구 등 국제기구의 사찰을 요구했다. 미국은 카다피의 아랍식 사회주의체제를 인정하고 경제봉쇄를 해제하고 테러지원국 명단에서 리비아를 삭제했다.
255. ↑  노효동 기자 (2010년 7월 25일). “"리비아, 한국인 선교사 영사접근 불허"(종합)”. 연합뉴스. 2011년 5월 10일에 원본 문서에서 보존된 문서. 2010년 7월 26일에 확인함.
256. ↑  김주명 기자 (2010년 7월 27일). “형님까지 나섰지만 소용없었다…한-리비아 관계 '위기'”. 노컷뉴스. 2010년 8월 2일에 확인함.[깨진 링크(과거 내용 찾기)]
257. ↑  이은정 기자 (2010년 7월 27일). “한-리비아 외교급랭..건설업계 불똥 '우려'”. 아시아경제. 2010년 8월 3일에 확인함.
258. ↑  카다피 “한국, 아무것도 없이 기적 일궈 … 리비아 모델”
259. ↑  이상득 " 한-리비아 관계, 원만하게 마무리"
260. ↑  리비아, 여권사용제한국 지정
261. ↑  《글로벌 세계 대백과사전》〈리비아의 교통·도시〉

## 참고 문헌
이 문서는 다음을 포함합니다: 퍼블릭 도메인 자료 - CIA 월드 팩트북 웹사이트 https://www.cia.gov/library/publications/the-world-factbook/index.html.
틀:StateDept

### 정부
- Information Portal – Official Libya Information Portal
- Government – official website of Government of National Unity of Libya
- Prime Minister – official website of the prime minister of Libya
- House of Representatives – official website of the Libyan House of Representatives
- Statistics and Census – official website of Bureau of Statistics and Census

### 역사
- "History" – Libyan History at Embassy of the State of Libya in Washington

### 관광
- Ministry of Tourism and Handcrafts – official website of the Ministry of Tourism and Handcrafts